# Wartburg 311

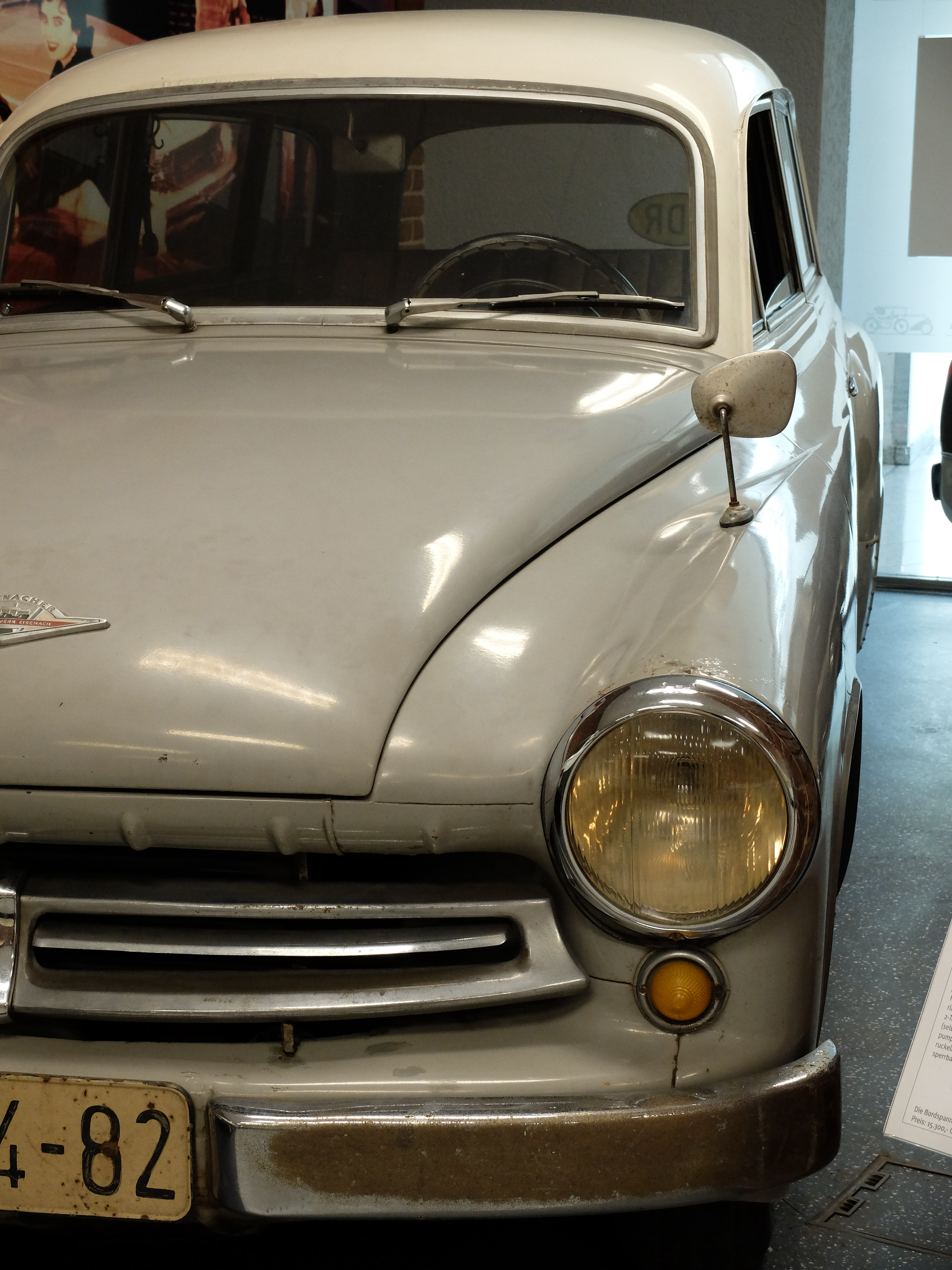
Wartburg 311 (Ausführung 1955–1958), hier ein 311/9 in unrestauriertem Originalzustand

Der Wartburg 311 war ein PKW des Automobilwerks Eisenach mit Dreizylinder-Zweitaktmotor, der von 1955 bis 1965 hergestellt wurde. Nach der Hubraumvergrößerung 1962 kam die Bezeichnung Wartburg 1000 hinzu. Äußerlich kaum verändert, wurde das Fahrzeug bis 1967 in einer weiterentwickelten Variante als Wartburg 312 weiterproduziert. Als sportliche Varianten wurden der Wartburg 313 und der Wartburg 312-300 abgeleitet. Mit seiner als formschön empfundenen Karosserie, seiner zweckmäßigen Konzeption und Variantenvielfalt erreichte der Wartburg 311 so viel internationale Anerkennung wie kein anderer PKW der DDR. Er verkaufte sich auch im nichtsozialistischen Wirtschaftsgebiet gut und war daher für die Devisenbeschaffung der DDR von großem Wert. Als Manko galt das veraltete, pflegeintensive Fahrwerk, das erst beim Nachfolgetyp 312 durch eine Neuentwicklung ersetzt wurde. Vom Wartburg 311 wurden insgesamt 247.368 Fahrzeuge hergestellt.

## Entwicklungsgeschichte
Als ehemaliger Produktionsstandort von BMW-Pkw wurde im Automobilwerk Eisenach nach dem Zweiten Weltkrieg zunächst die Produktion größerer Pkw mit Sechszylinder-Viertaktmotor fortgesetzt. Die Staatsführung der DDR entschied 1953, die Produktion des deutlich kleineren IFA F 9 mit Dreizylinder-Zweitaktmotor von Zwickau nach Eisenach zu verlegen und somit die Herstellung der bisher in Eisenach gefertigten EMW-Typen zu beenden.

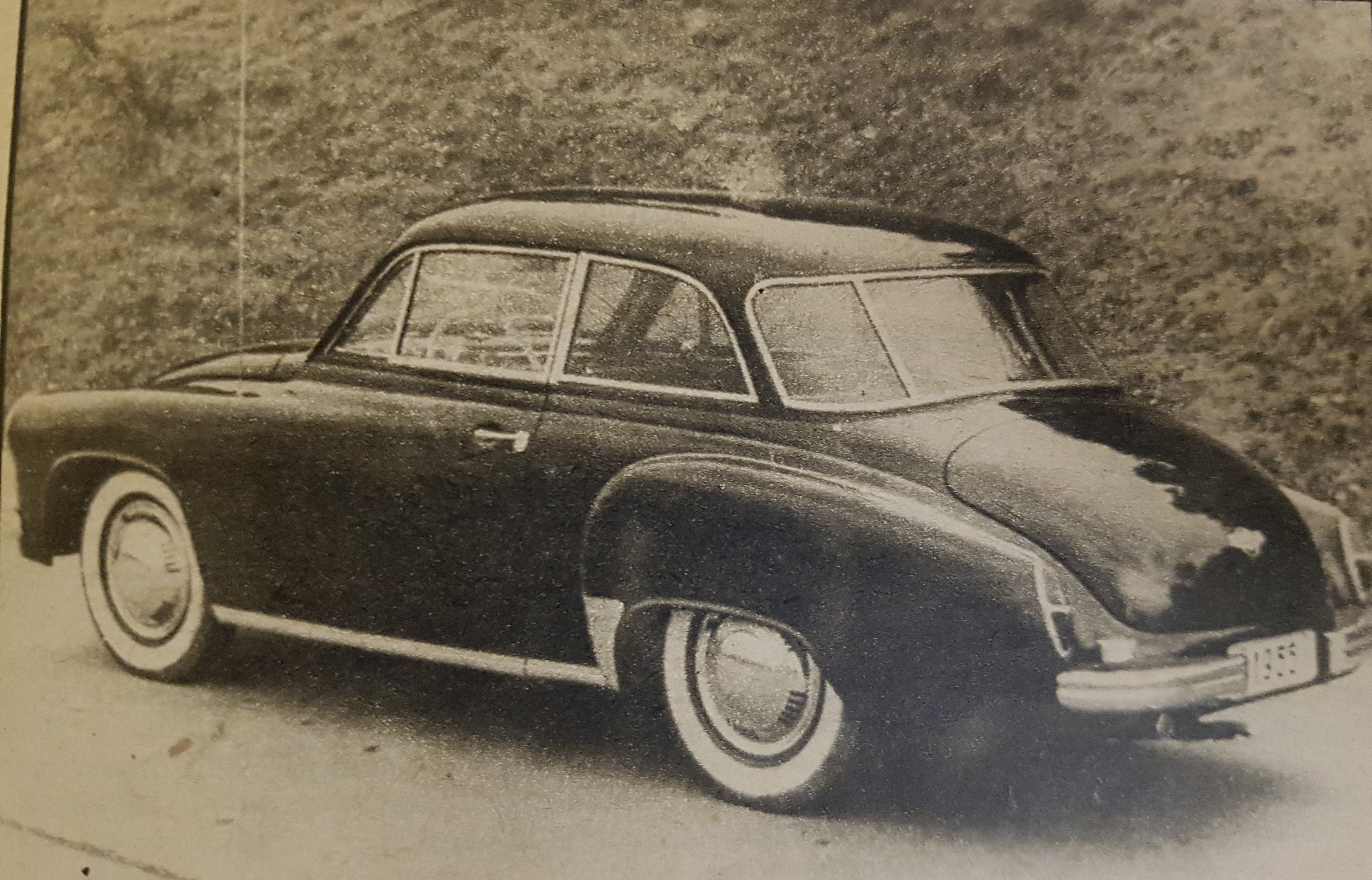
Prototyp F9/P von 1954 mit zweitüriger Karosserie

Eigentlich war von ministerieller Seite her die Weiterentwicklung des F9 mit einer ähnlich großen, zweitürigen Karosserie im Forschungs- und Entwicklungswerk Karl-Marx-Stadt in Auftrag gegeben worden. Der entsprechende Prototyp F9/P von 1954 entsprach gestalterisch bereits weitgehend dem späteren Wartburg 311 mit Pontonkarosserie, war jedoch kürzer und hatte nur zwei Türen. Dem Betriebsdirektor von AWE, Martin Zimmermann, missfiel diese Konzeption. Ohne sogenannte „Planlegitimation“ entschloss sich das Werk daher auf eigene Verantwortung, in kürzester Zeit einen Gegenentwurf zu liefern, mit 100 mm längerem Radstand und viertüriger Karosserie (Entwurf: Hans Fleischer). Rückendeckung erhielt das Werk durch die sehr positiven Reaktionen in Presse und Öffentlichkeit. Dies war seinerzeit noch möglich, da die SED ihren bedingungslosen Führungsanspruch erst mit dem VIII. Parteitag 1971 konsequent umsetzte. Für das als „Schwarzentwicklung“ angesehene Fahrzeug wurde Betriebsdirektor Martin Zimmermann dennoch mit einer Disziplinarstrafe von 5000 DM versehen. Grundsätzlich stand die Staatsführung einem zügigen Modellwechsel jedoch offen gegenüber, da seit 1955 eine Klage seitens der Auto Union GmbH anhängig war, siehe IFA F 9. Im Oktober 1955 wurde eine Nullserie von 162 Fahrzeugen gebaut, die Serienfertigung begann im Januar 1956.
Die neue, größere Karosserie auf dem um 100 mm verlängerten Rahmen des F 9 mit großem Kofferraum und Platz für fünf Personen machte eine Leistungssteigerung des Motors erforderlich. Umfangreiche Änderungsmaßnahmen, die auch eine Neugestaltung des Brennraumes beinhalteten, brachten neben einer Leistungssteigerung um 5 PS ein maximales Drehmoment von 8,3 kpm, das bereits bei 2200/min erreicht wurde und dem Wartburg eine gewisse Spritzigkeit verlieh. Neu war auch die verstärkte Hinterachse mit Teleskopstoßdämpfern. Lobende Erwähnung fanden die großen, gewölbten Scheiben vorne und hinten nach dem Prinzip der Vollsichtkarosserie. Die neue, formschöne Karosserie konnte jedoch nicht darüber hinwegtäuschen, dass sich infolge der beibehaltenen Rahmenbauweise ein relativ hohes Gewicht ergab, und das unverändert wartungsintensive Fahrwerk nicht mehr zeitgemäß war.
Die Bezeichnung 311 steht ebenso wie die folgenden (313, 312, 353 und Prototypen) in BMW-Tradition – alle in Eisenach hergestellten BMWs und EMWs hatten dreistellige Nummern, die sämtlich mit einer „3“ begannen; der F 9 wurde in Eisenach als „EMW 309“ geführt. Auch der Wartburg hieß intern bis 1955 EMW 311. Als Handelsnamen wählte man den Namen des ersten 1898 produzierten Motorwagens der Eisenacher Fahrzeugwerke, letztlich in Anlehnung an die in Eisenach befindliche Wartburg.

## Modellpflege
Die Rahmenbauweise gestattete es, den Wartburg 311 ohne Schwierigkeiten mit verschiedenen Karosserien auszuführen, es ergab sich eine ungewöhnlich große Variantenvielfalt (siehe Modellpalette). Die wichtigsten technischen Veränderungen während der Bauzeit waren das ab 1958 mit Ausnahme des ersten Gangs synchronisierte Getriebe sowie der 1961 auf 40 PS erstarkte Motor, dem 1962 ein auf 992 cm³ aufgebohrter Motor folgte, der nunmehr 45 PS leistete. Anfangs wurden Fahrzeuge mit dem größeren Motor als Wartburg 312 bezeichnet, schon bald ging man jedoch zu Wartburg 1000 über. Die Bezeichnung 312 beschränkte sich auf den Motor selbst, wurde jedoch ab 1965 erneut für den Wartburg 312 aufgegriffen.
Äußerlich fällt der Ende 1958 geänderte Kühlergrill auf, der dem des Typ 313 ähnlich war. Zeitgleich wurden die Bremsen verbessert, unter anderem jetzt Duplexbremsen an den Vorderrädern. Ab Ende 1959 wurden etwas weichere Blattfedern verwendet und die Lenkung wurde leichtgängiger. Unter anderem hatte der Wartburg nun asymmetrisches Abblendlicht und die bisher umständliche Verriegelung des Tankdeckels wurde stark vereinfacht. Außerdem war die Zentralschmierung mangels Funktionssicherheit aufgegeben worden, was den Pflegeaufwand des veralteten Fahrwerks eher noch vergrößerte. Im Jahre 1962 hielt eine ausgeklügelte Frischluft-Heizungsanlage Einzug. Nachdem die Fertigungsqualität des Wartburgs schon früher mit dem Gütezeichen „S“ gewürdigt wurde, erhielt der 1962 eingeführte 1000-cm³-Motor das Gütezeichen „Q“ für Spitzenqualität, da er insbesondere den westdeutschen Zweitaktmotoren der Auto Union GmbH qualitativ überlegen sei; nach einer Laufleistung von 100.000 km seien nur geringste Beanstandungen feststellbar gewesen. Der Motor des Wartburg 1000 wurde auch im Kleintransporter Barkas B 1000 und zeitweise im polnischen Syrena verwendet. Mit dem größeren Motor wurde die Thermosiphonkühlung durch eine herkömmliche Pumpenumlaufkühlung ersetzt. Weiterhin fand ein neu entwickelter Ansauggeräuschdämpfer Verwendung, sodass die Ansauggeräusche im Fahrbetrieb akustisch nicht mehr hervortraten. Das Modell 1963 fiel äußerlich durch geänderte Rückleuchten auf, ferner besaß es unter anderem eine Scheibenwaschanlage, neue Sitze und Befestigungspunkte für Gurte vorn. Die Verbesserungen 1964 waren unter anderem eine Doppelgelenkwelle, eine Nadellagerung für das obere Pleuellager, elastischere Motoraufhängung und automatische Bremsnachstellung.
Einige Änderungen konnten nicht in Serie übergeführt werden: Auf der Leipziger Herbstmesse 1958 wurde der Wartburg mit einer aufwändig gestalteten Stoßstange gezeigt. Am Motor des Wartburg 311 fanden Untersuchungen zum Einsatz einer Benzineinspritzung mit positivem Ergebnis statt, in der Serie blieb es jedoch beim Vergasermotor. Das lag vor allem an der DDR-Elektro-Industrie, die nicht in der Lage war, die erforderlichen Bauteile in ausreichender Menge und Qualität zu produzieren, ohne dabei internationale Patente zu verletzten – die Teile für die Versuchsanlage waren seinerzeit über Umwege aus dem Westen beschafft worden.
Im Jahr 1973 wurde für alle Wartburg 311 mit nadelgelagertem Kolbenbolzen im kleinen Pleuellager, also ab April 1964, rückwirkend die Betankung mit Gemisch 1:50 freigegeben.

## Modellpalette

### 311/0 Standardlimousine
Dieser Typ machte mit 130.411 gefertigten Exemplaren den Hauptteil der Produktion aus. Er war meist einfarbig lackiert oder mit farblich abgesetztem Dach erhältlich. Die Produktion begann bereits 1955 und endete 1965. Der Neupreis betrug 14 700 DM-Ost oder 5 300 bis 5 100 DM-West. Einige Limousinen wurden ab Werk in der Lackierung für die Volkspolizei ausgeliefert und anschließend als Funkstreifenwagen ausgestattet.

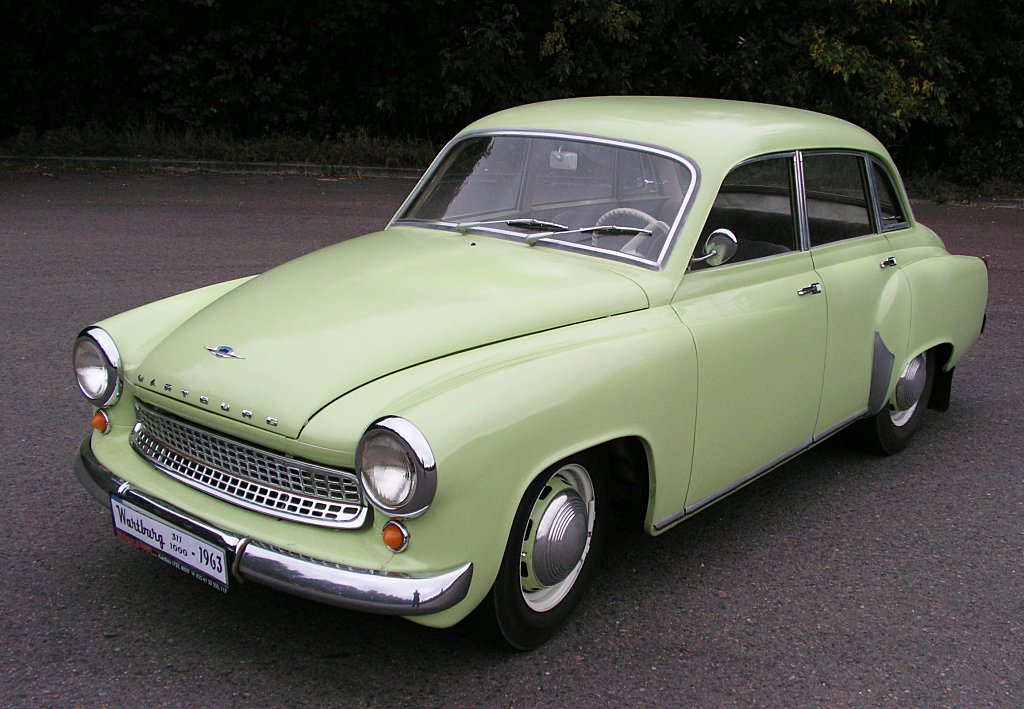
Vorderansicht der Limousine (hier von 1963)
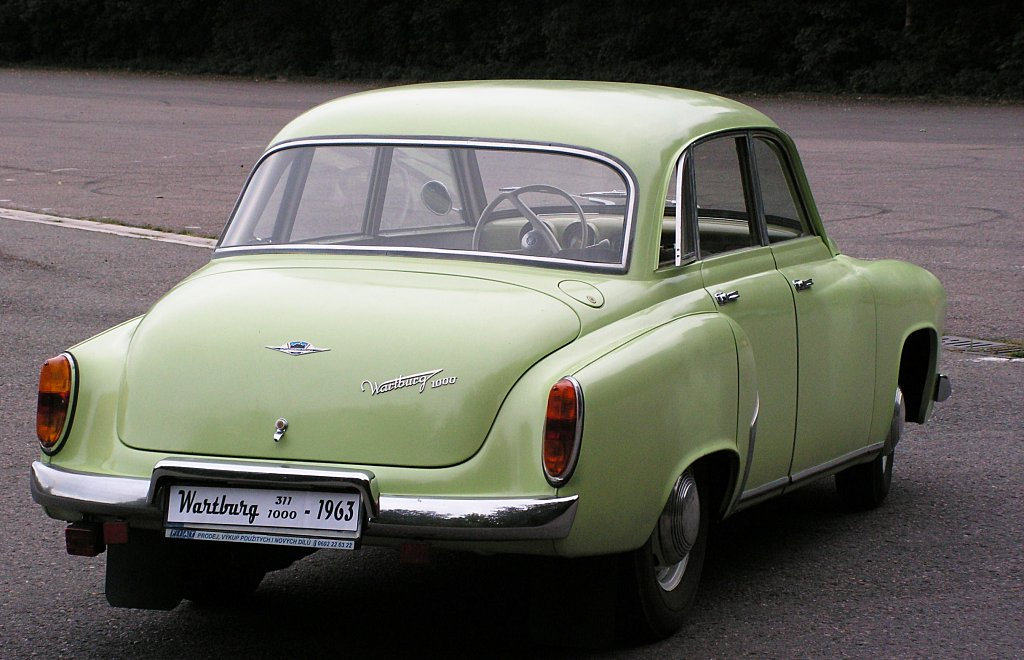
Heckansicht der Limousine (hier von 1963)
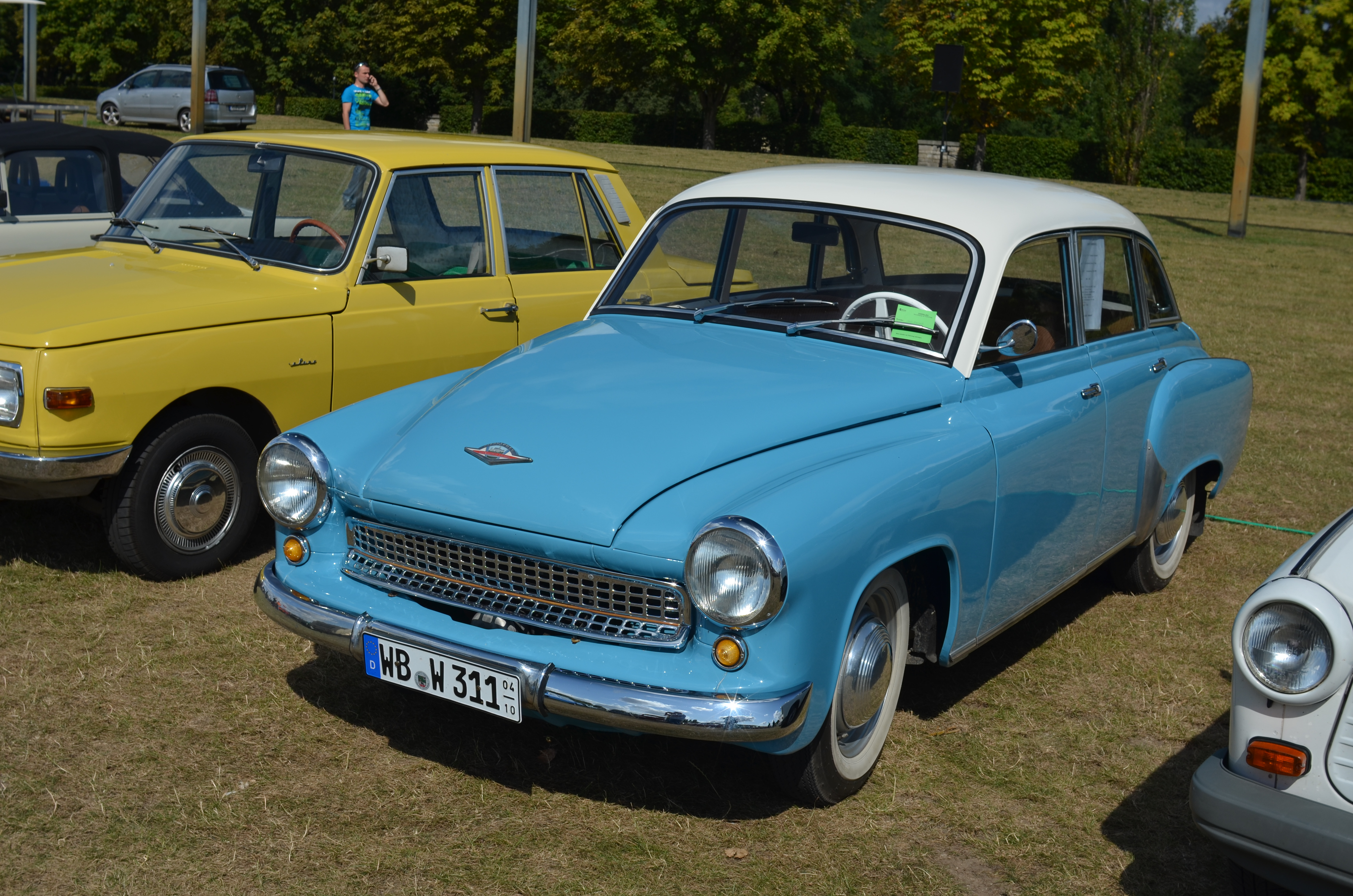
Ausführung mit farblich abgesetztem Dach
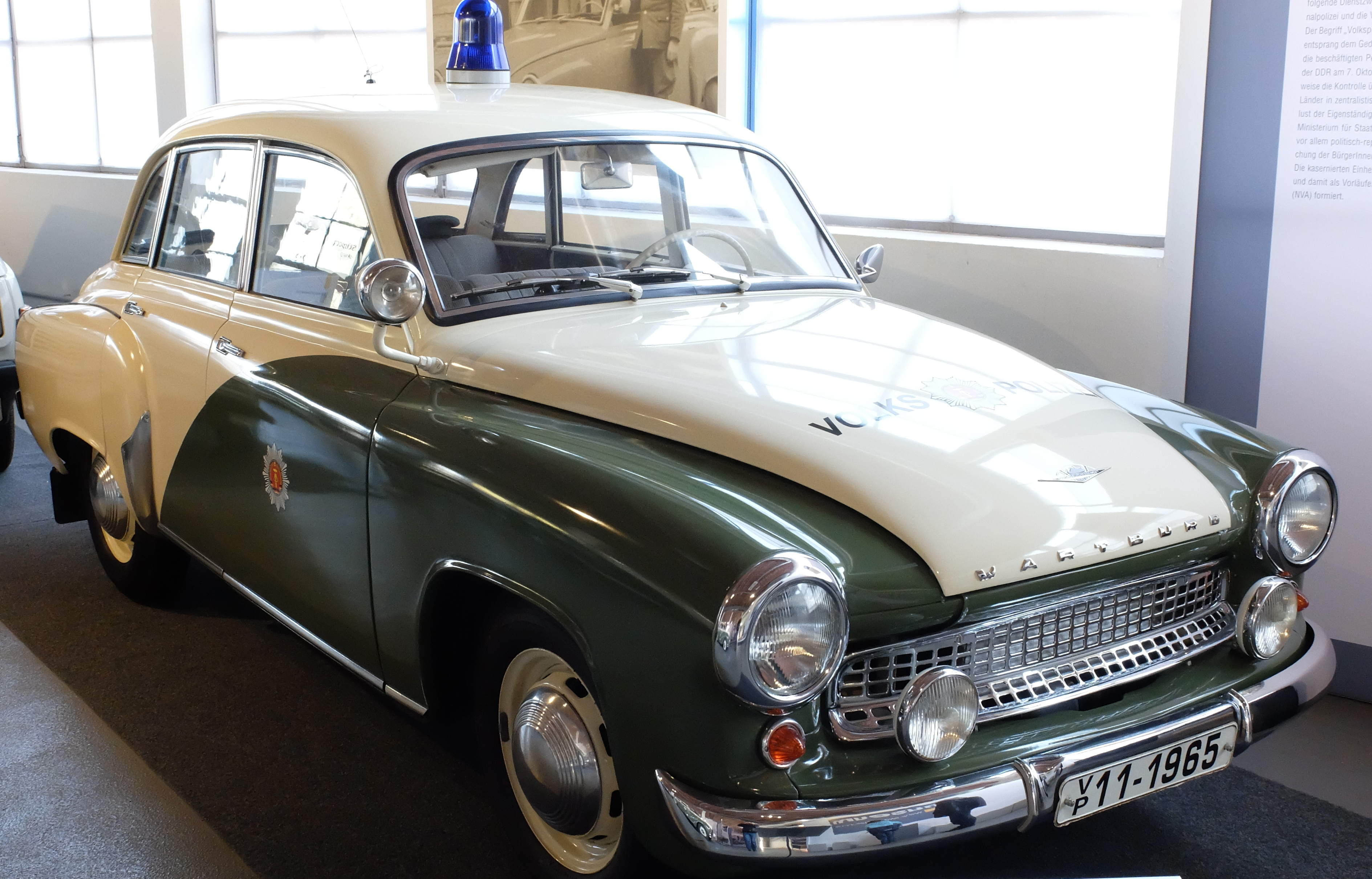
Funkstreifenwagen der Volkspolizei von 1960

### 311/1 Luxuslimousine
Die Luxuslimousine verfügte über eine Reihe zusätzlicher Ausstattungsdetails. Äußerlich fiel sie durch eine mit Chromleisten abgesetzte Zweifarblackierung auf, deren Gestaltung sich während der Bauzeit mehrfach änderte. Weitere Unterscheidungsmerkmale zur Standard-Limousine waren Zierringe der Laufräder, Auspuffblende, Zierrahmen an den Innenverkleidungen der Türen, als Armstützen ausgebildete Türzuggriffe, Deckleisten an den Fenstern, Sonderausführung des Armaturenbretts, hochwertiger Wollstoff-Polsterbezug und Velours-Bodenbelag, verstellbare Rückenlehnen usw. Von 1957 bis 1965 wurden 55.660 Fahrzeuge gebaut.

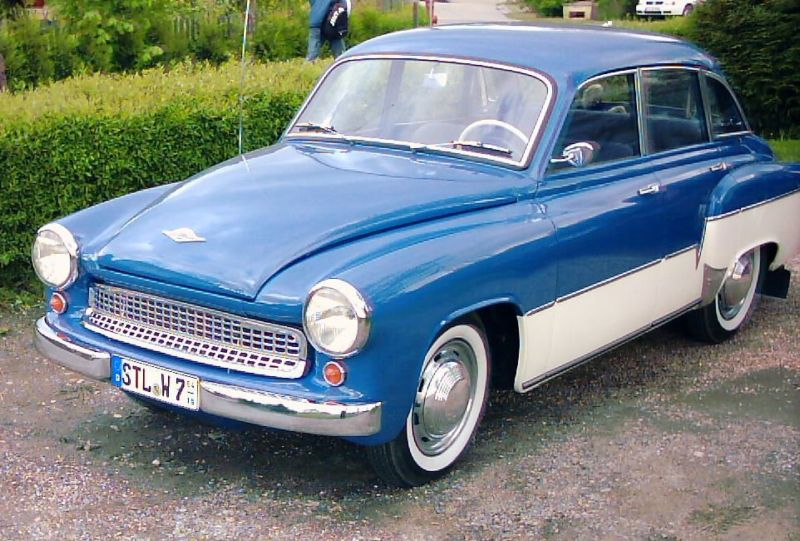
Wartburg 311/1 (Ausführung Februar 1959)
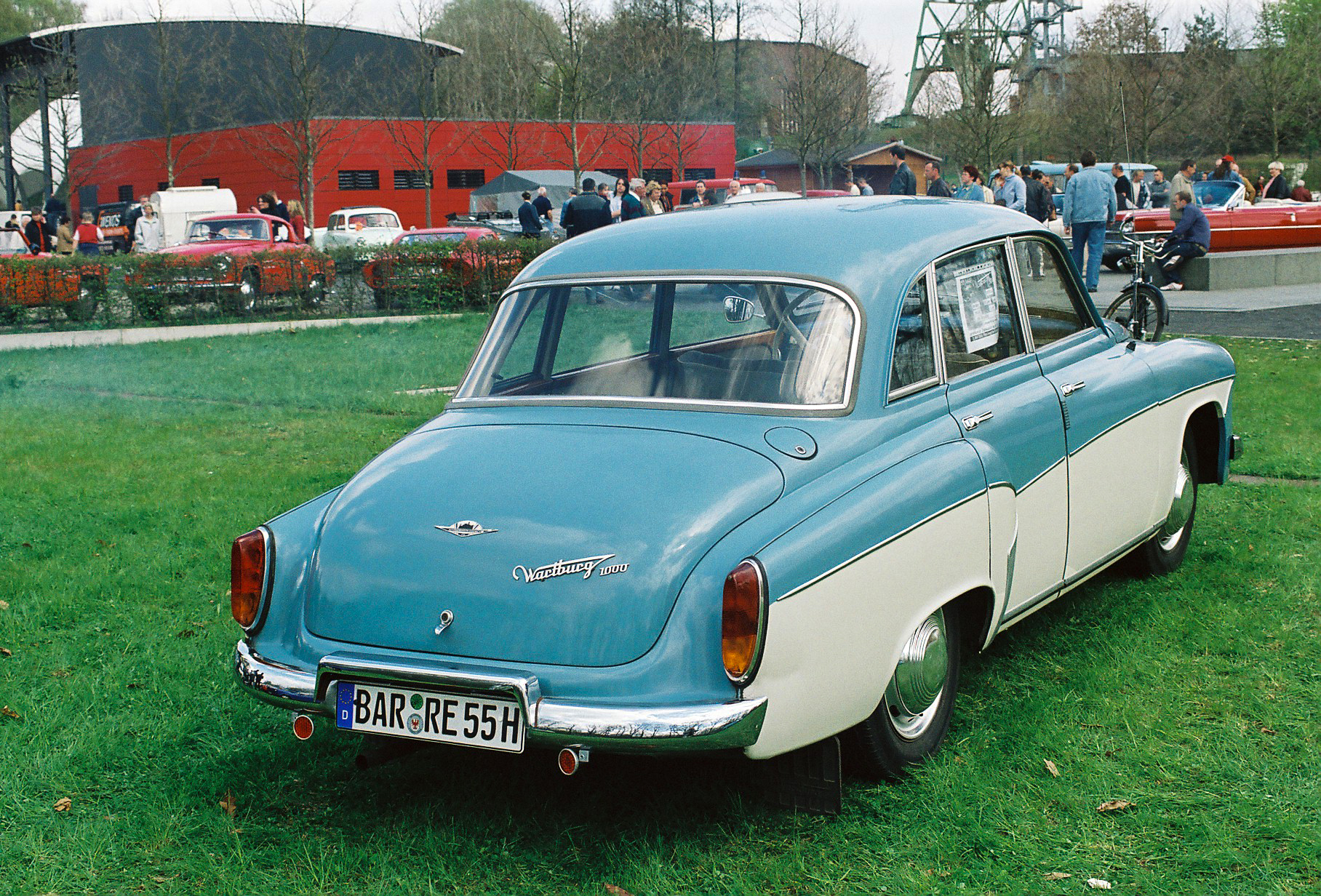
Wartburg (311/1) 1000 1962–1965
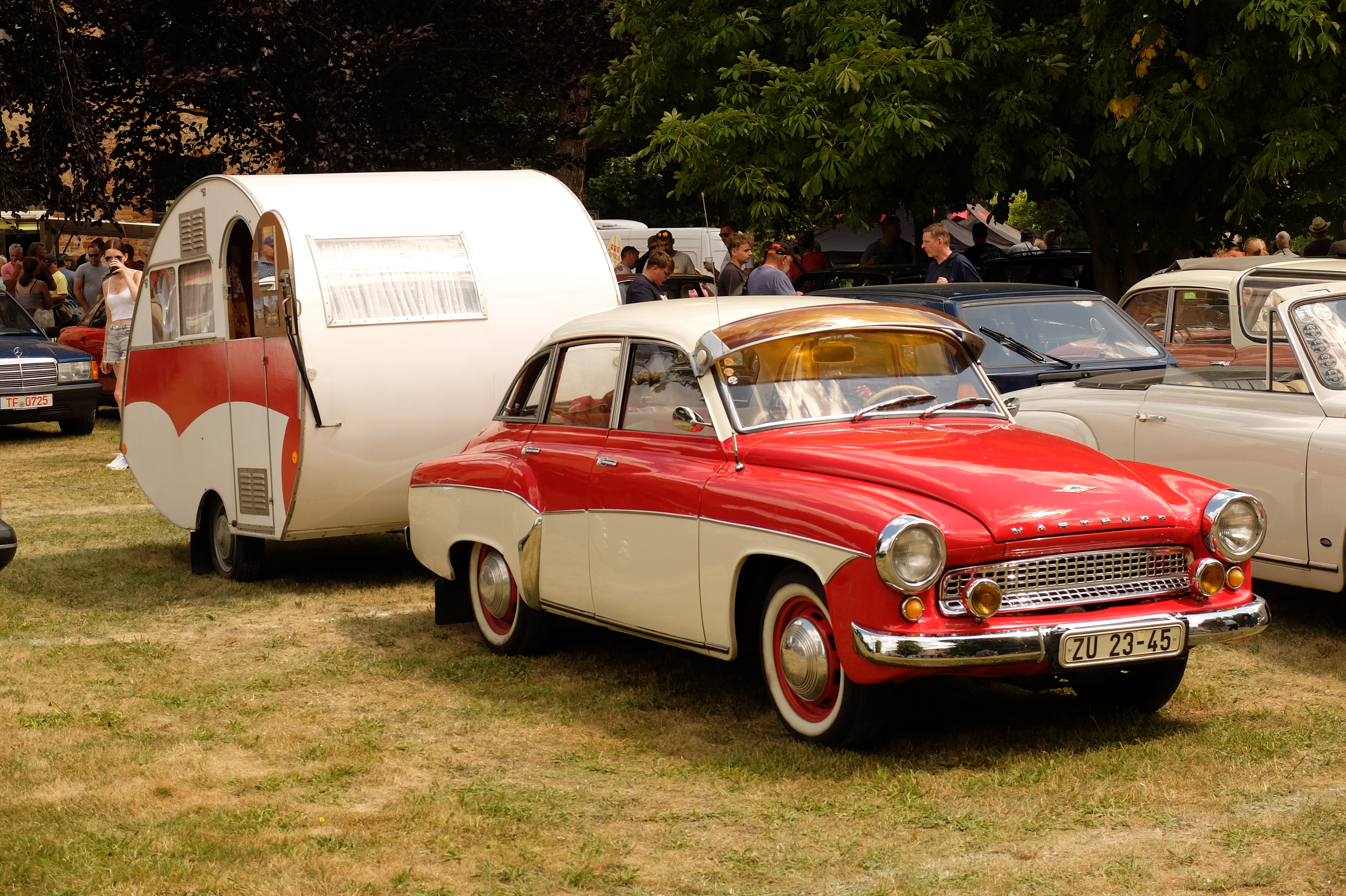
Wartburg 311/1 mit Wohnwagen Dübener Ei

### 311/2 Kabriolett
Das Kabriolett war zweitürig mit vier Sitzplätzen ausgeführt. Die luxuriösen Wagen mit Echtleder-Ausstattung wurden im VEB Karosseriewerk Dresden gebaut. Von 1956 bis 1960 wurden 2670 Fahrzeuge gefertigt. Die Fertigung musste zugunsten des 311/3 eingestellt werden, der bisher aus dem Karosseriewerk Meerane kam. Die folgenden Jahre war keine offene Variante im Programm. Die Angebotslücke wurde kurzzeitig noch einmal vom Typ 312-300 HT geschlossen.

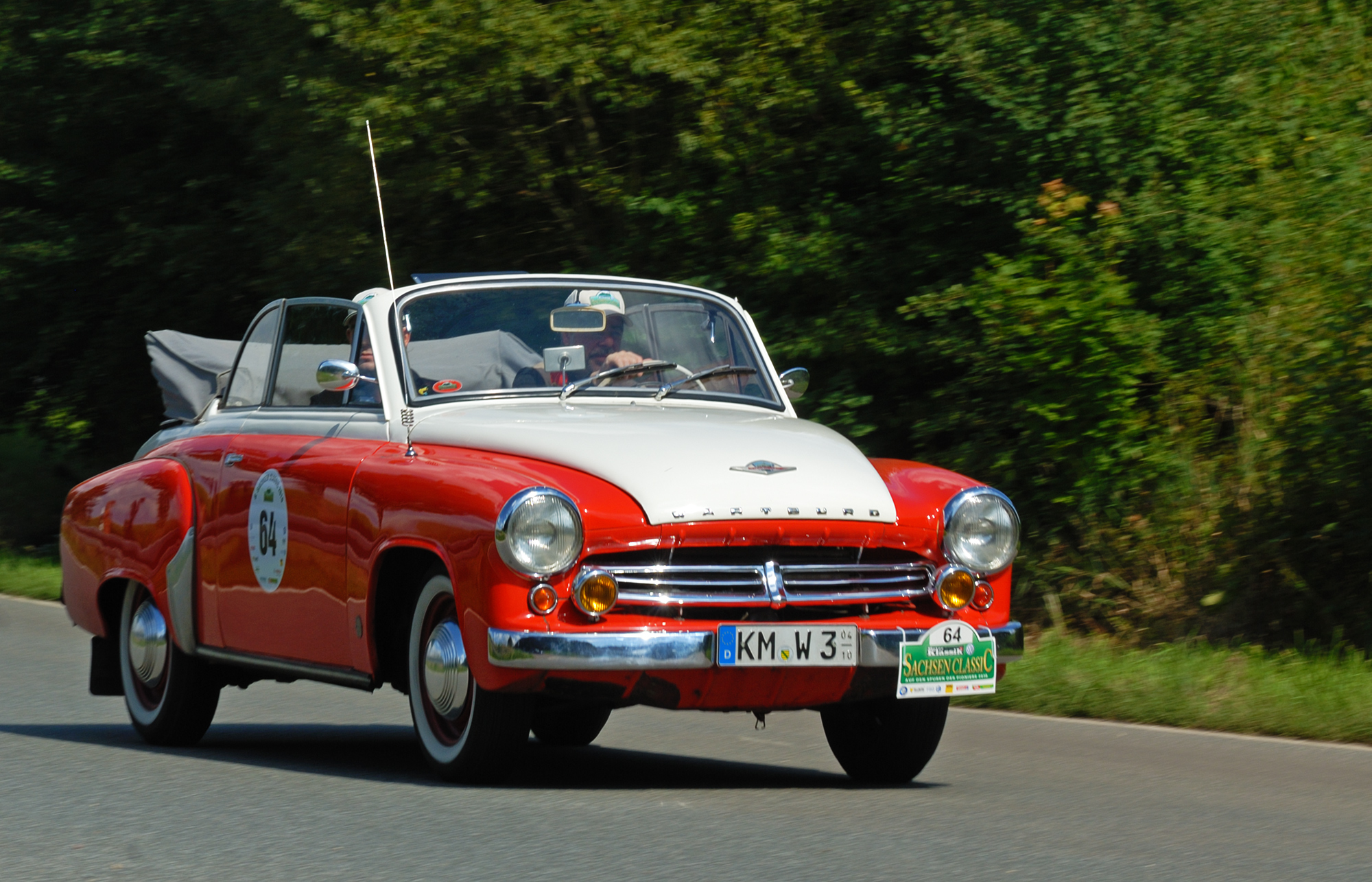
Wartburg 311/2
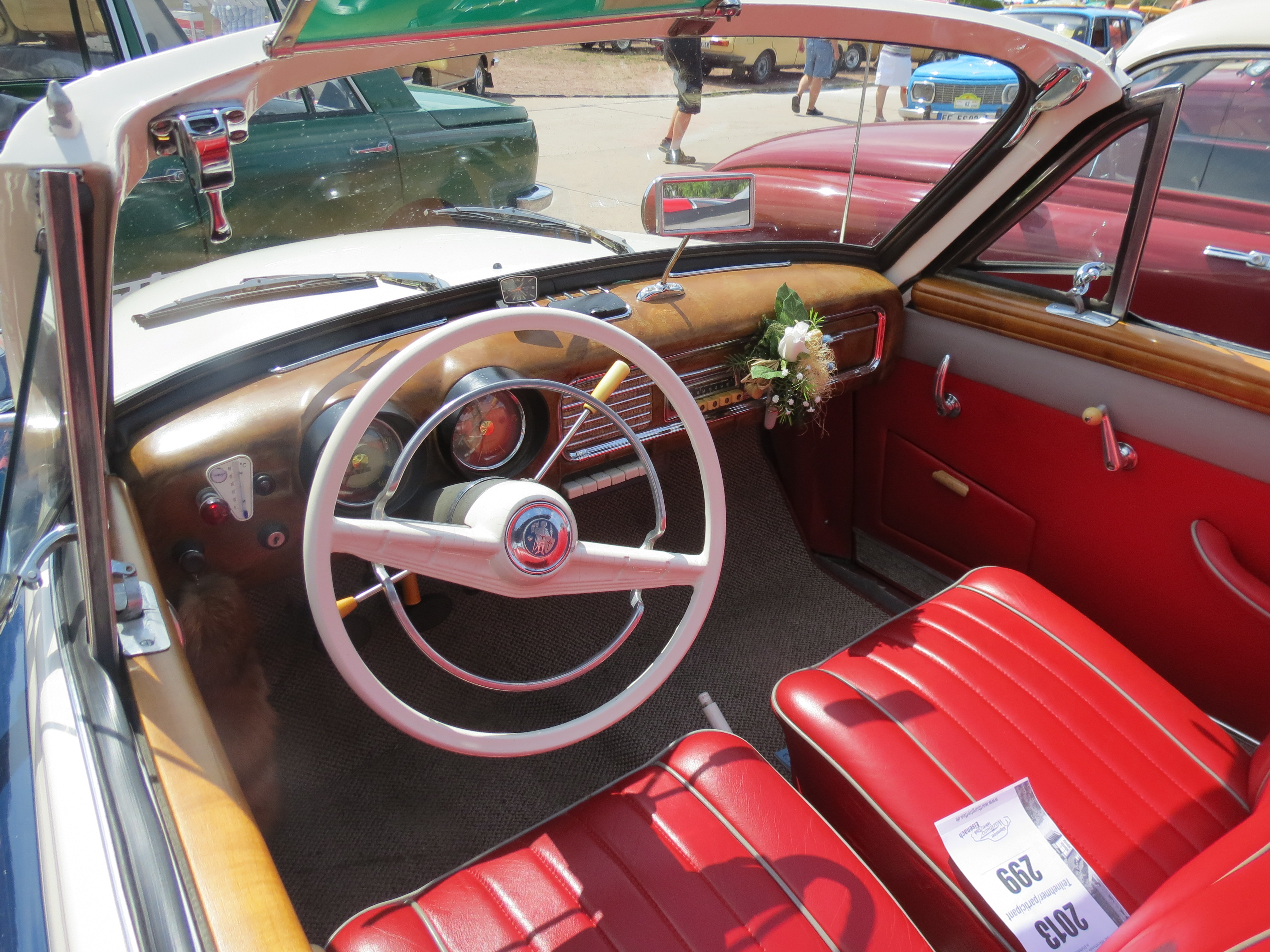
Cockpit eines Wartburg 311/2

### 311/3 Coupé
Vom Karosseriewerk Meerane wurde der Wartburg 311 ab 1957 als Coupé gefertigt, anfangs in einer aufwändigen Dreifarblackierung mit geraden Zierleisten. Zugunsten der Fertigung des Trabant P 50 Universal wurde die Produktion des Coupés 1959 nach Dresden verlegt. Es folgte eine neue Gestaltung in geschwungener Zweifarblackierung, die als sehr harmonisch gilt und die ohnehin gelungene Karosserieausformung besonders zur Geltung bringt. Die große Panoramaheckscheibe war nur in den ersten Jahren einteilig ausgeführt. 1963 wurde im Karosseriewerk Dresden eine neue Lacktaktstraße einführt, die nun auch für die dort produzierten Camping- und Coupé-Karosserien eine Kunstharzlackierung ermöglichte (zuvor Nitrolack). Bis 1965 wurden 5487 Coupés hergestellt.

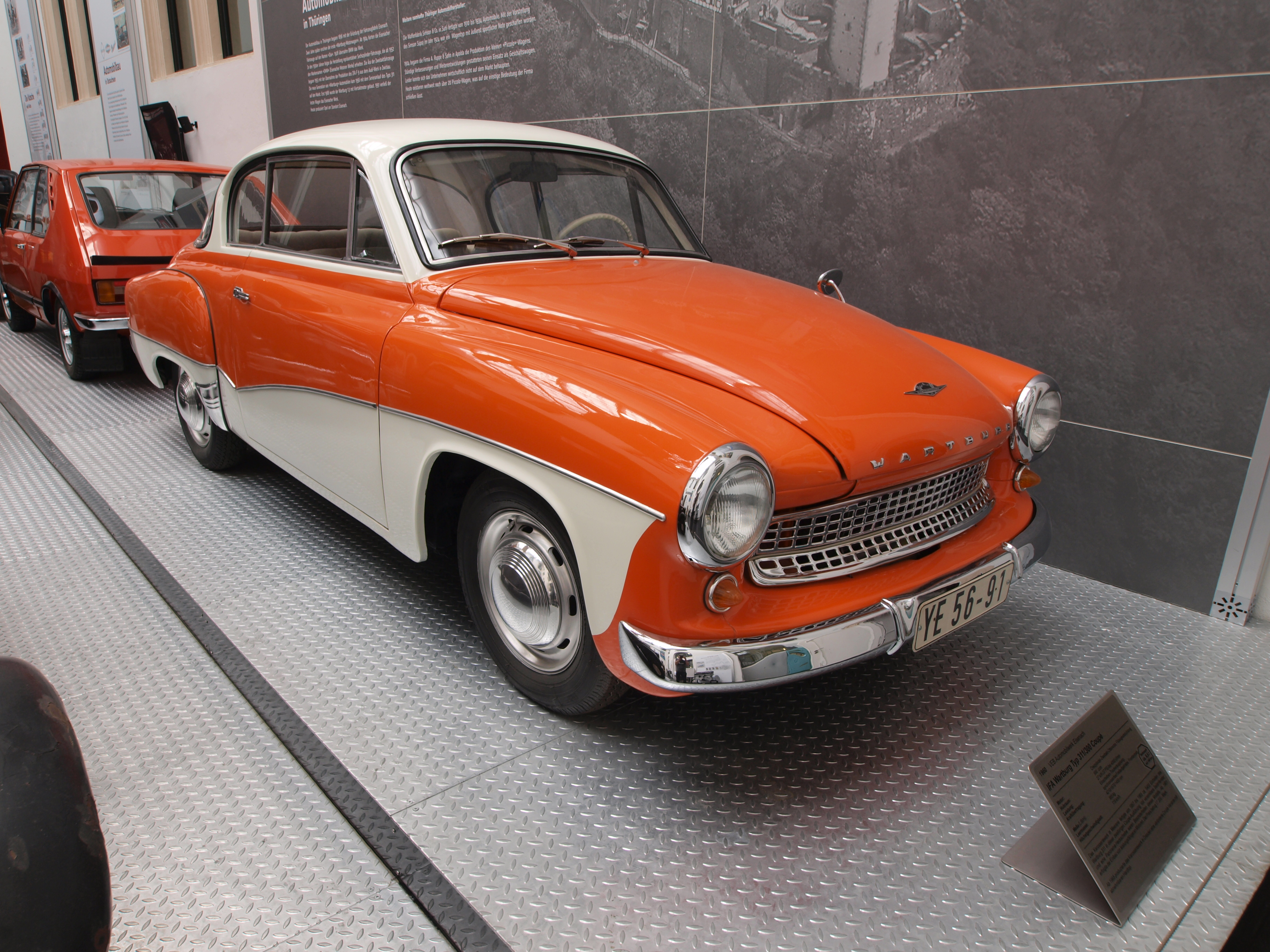
Wartburg 311/3
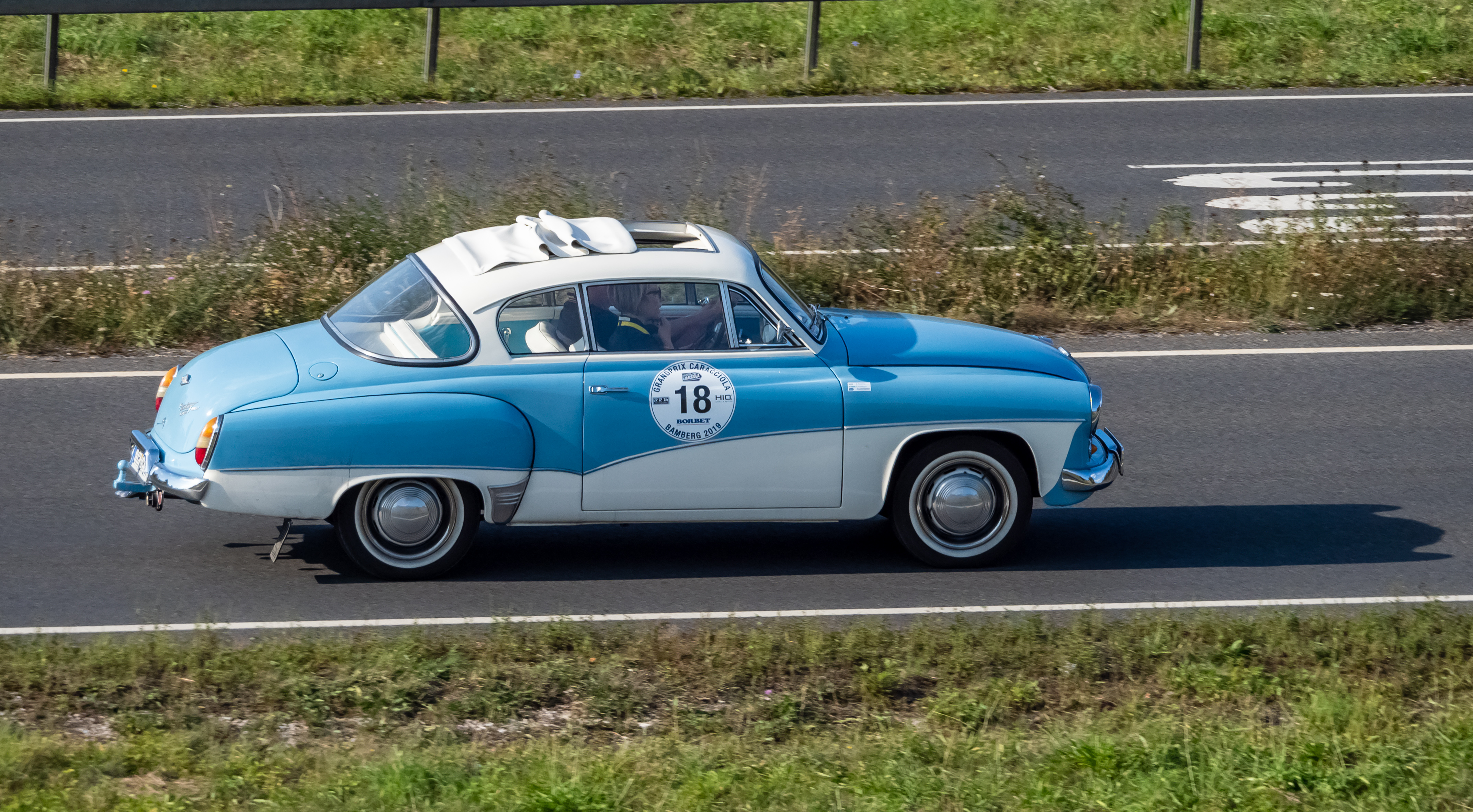
Seitenansicht

### 311/4 Polizeieinsatzwagen (Kübelwagen)
Das Fahrzeug entspricht einem Kabriolett in Kübelbauweise und wurde im Karosseriewerk Dresden hergestellt. Es wurde speziell für die Volkspolizei und die NVA gebaut. Es blieb eine Randerscheinung. Einer Quelle zufolge wurden von 1959 bis 1964 791 Stück gebaut. Nach Angaben des Werksmuseums automobile welt eisenach hingegen war die Bauzeit 1957 bis 1961.

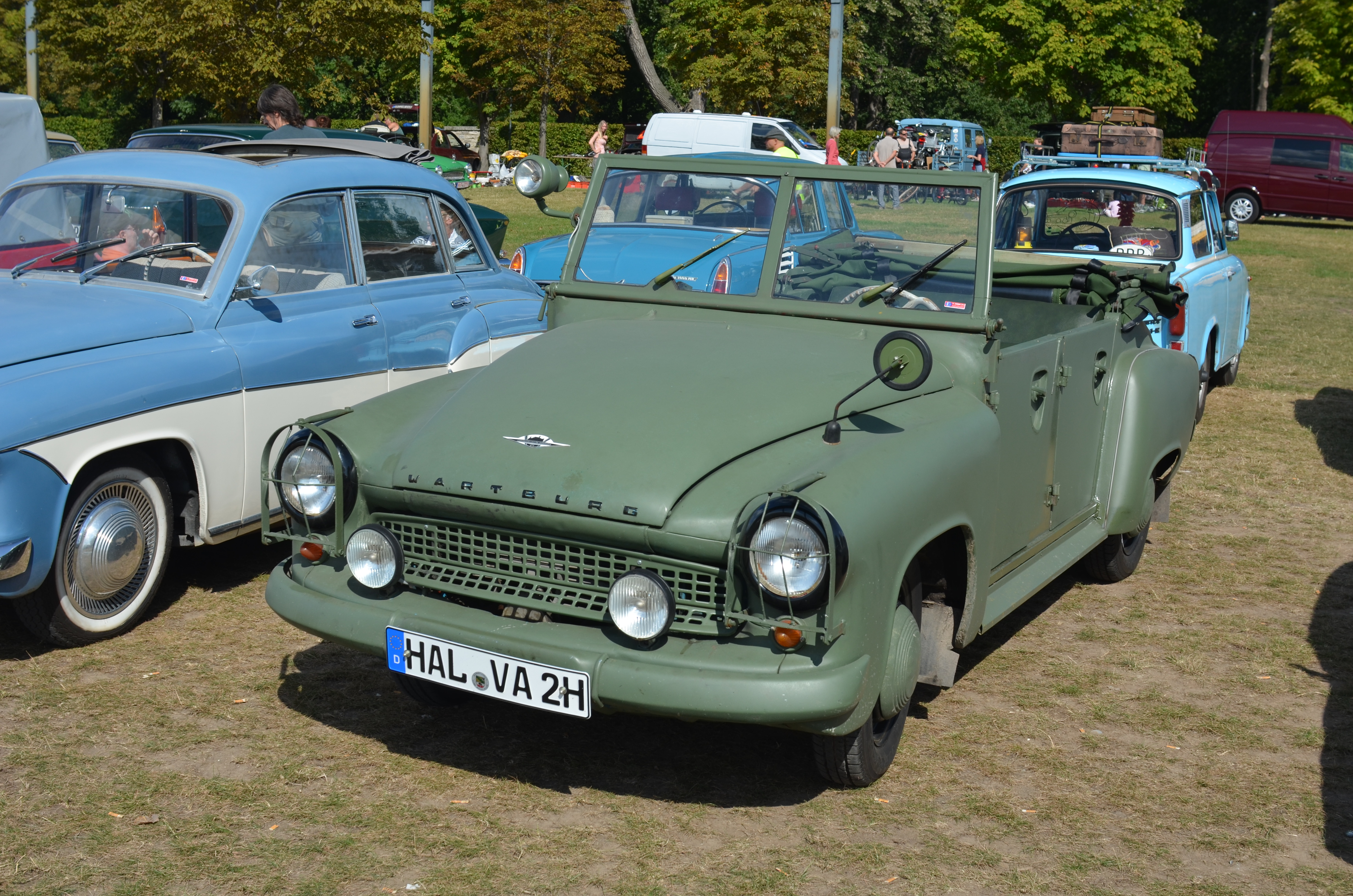
Wartburg 311/4 Kübelwagen
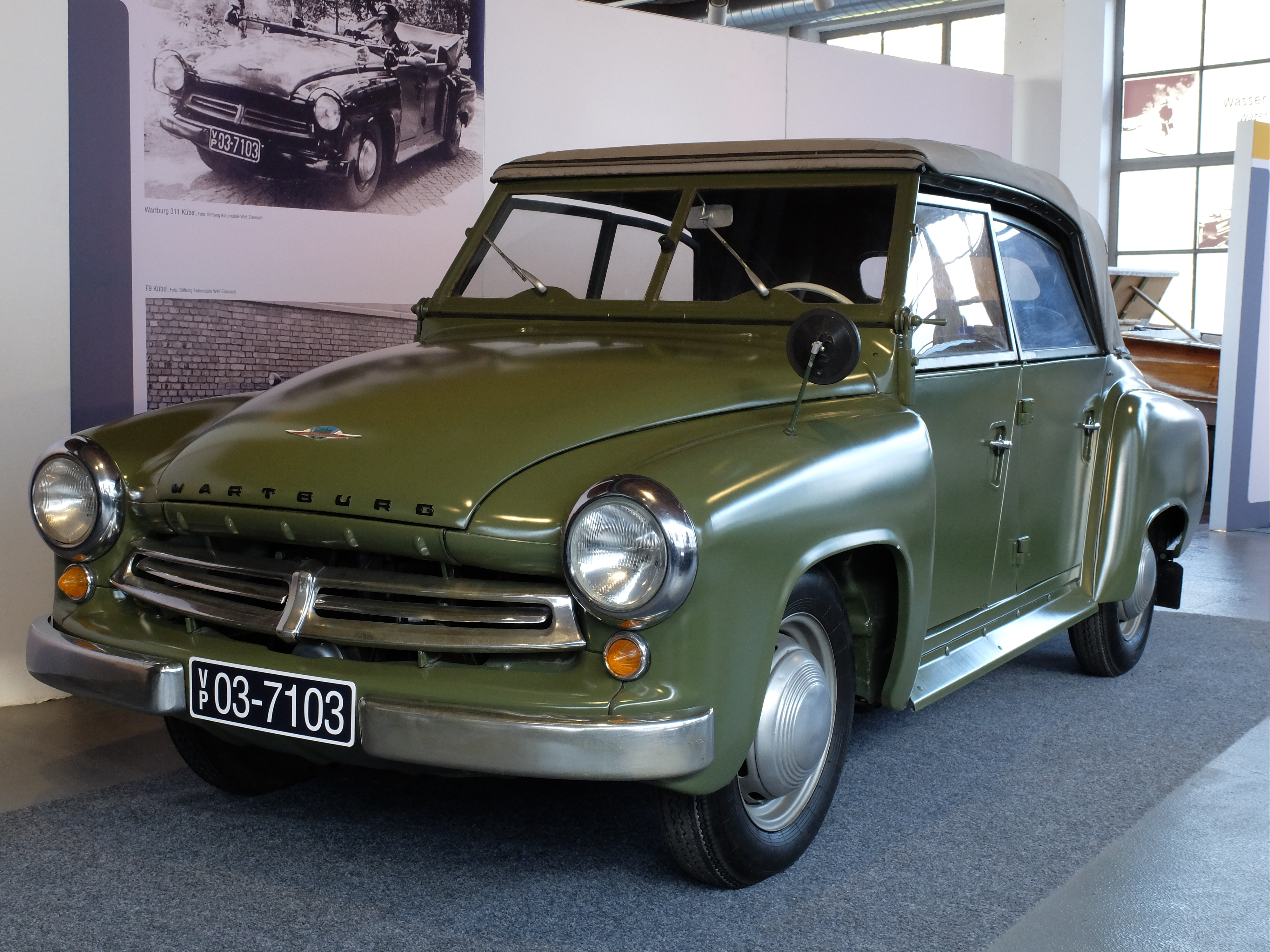
Ein Exemplar von 1961, Vorderansicht
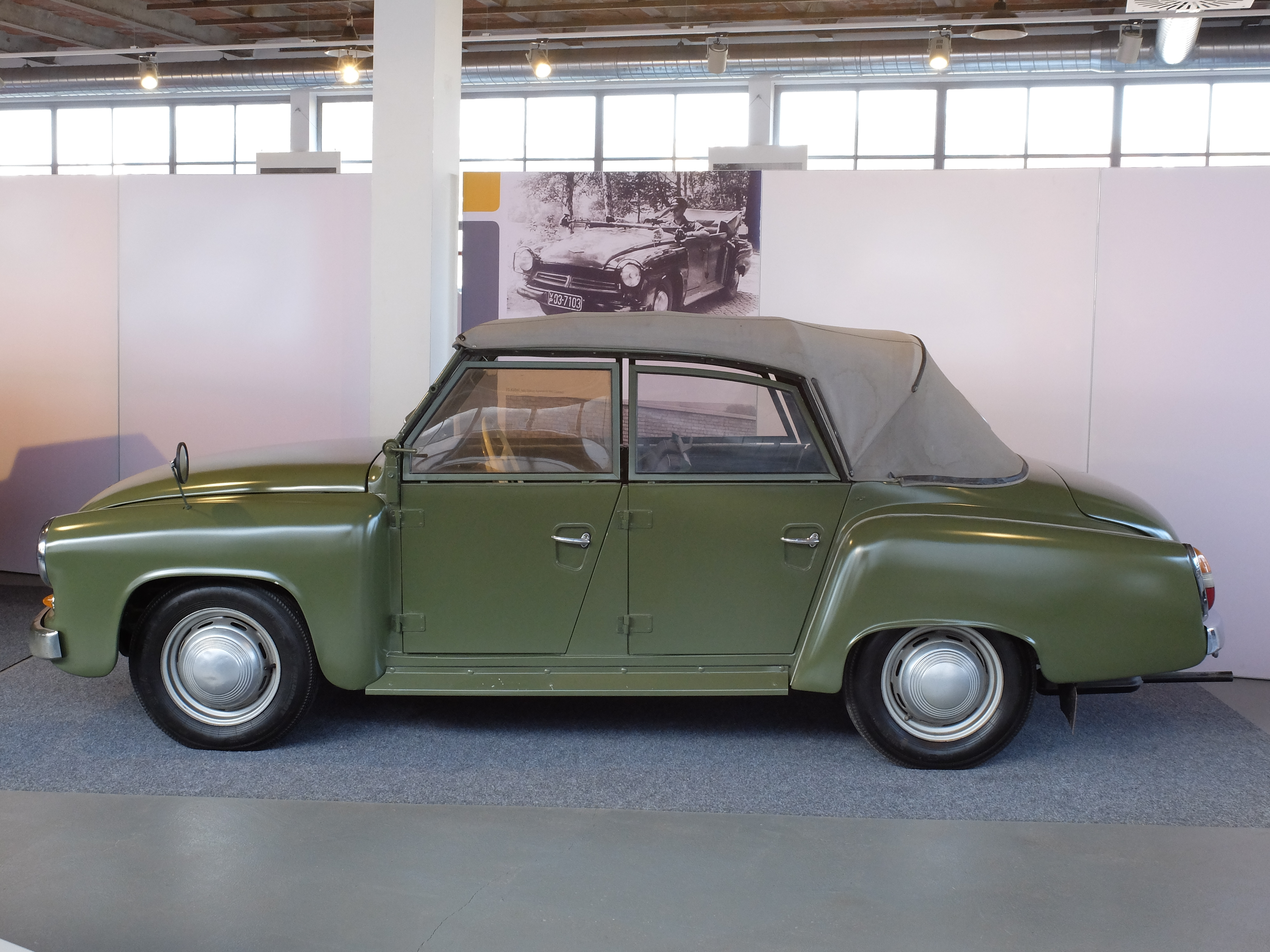
Seitenansicht
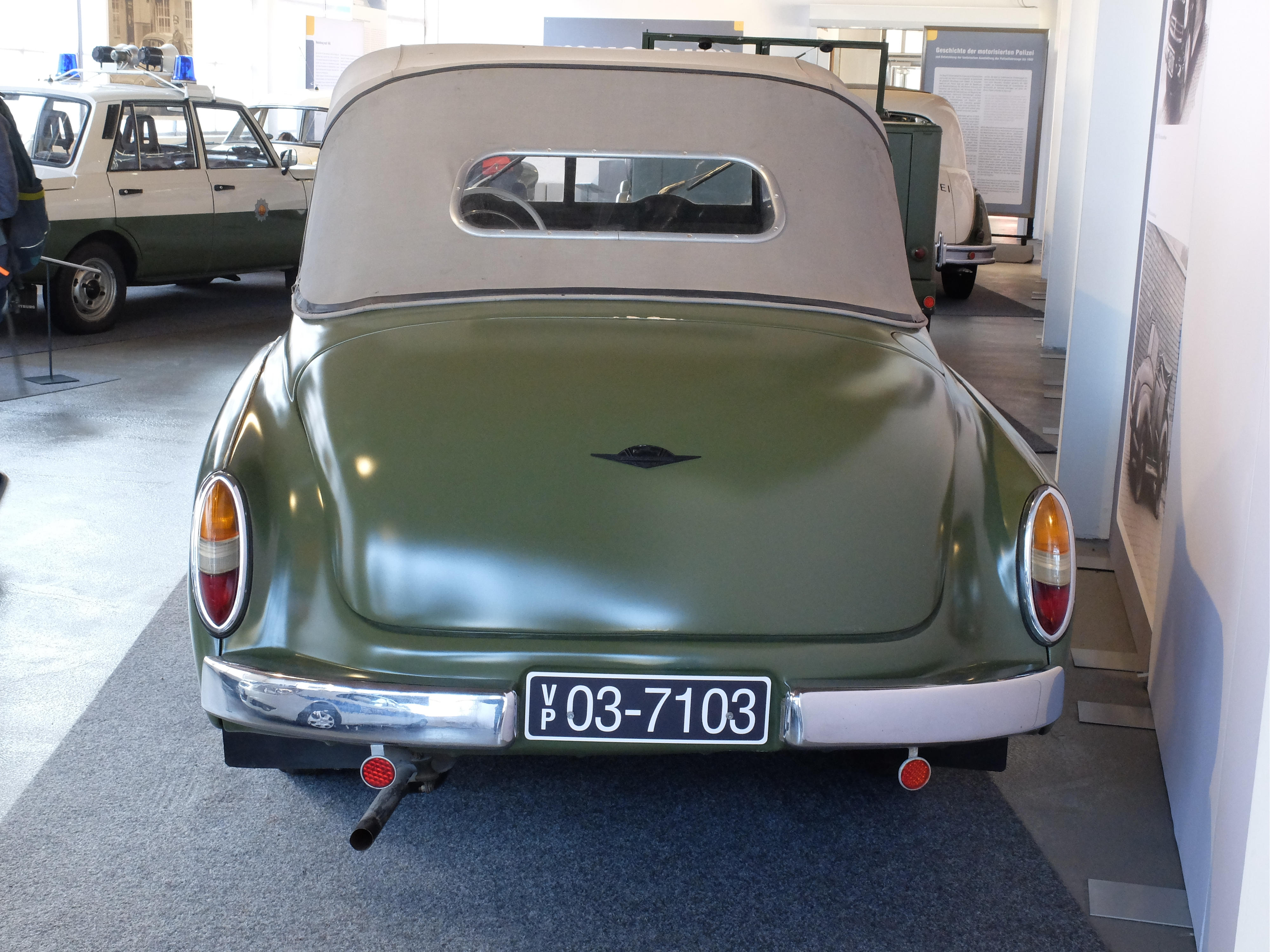
Heckansicht

### 311/5 Campinglimousine, mit Faltdach
Entgegen der Bezeichnung des im Karosseriewerk Dresden gefertigten Wagens handelte es sich hierbei um einen viertürigen Kombiwagen, der besonders luxuriös ausgeführt war. Mit dem Begriff Campinglimousine sollte offenbar der Eindruck vermieden werden, es handele sich um ein Nutzfahrzeug – denn nichts anderes waren Kombis nach damaligem Verständnis. Somit griff der 311 Camping die Entwicklung des Kombis zum Familien- und Freizeitauto voraus. Mit großem Faltschiebedach, seitlichen Panoramascheiben und Sitzen, die sich zu einer geraden Liegefläche umbilden ließen, versprach die Bezeichnung Camping nicht zu viel. Die Panoramascheiben mussten, ähnlich wie beim 311/3, alsbald geteilten Scheiben weichen. 1963 wurde im Karosseriewerk Dresden eine neue Lacktaktstraße einführt, die nun auch für die dort produzierten Camping- und Coupé-Karosserien eine Kunstharzlackierung ermöglichte (zuvor Nitrolack). Die Zweifarblackierung in der ursprünglichen Form stieß auf geteiltes Echo, die spätere Variante hingegen galt als sehr gelungen. Von 1956 bis 1965 wurden 8362 Fahrzeuge produziert. Letztendlich wurden die Campings mehr gepflegt als die Kombis, und nach dem Erreichen der Verschleißgrenze wurden auch Kombis häufig mit Camping-Ersatzkarosserien neu aufgebaut, weil diese noch recht lange als Ersatzteile nachgefertigt wurden.

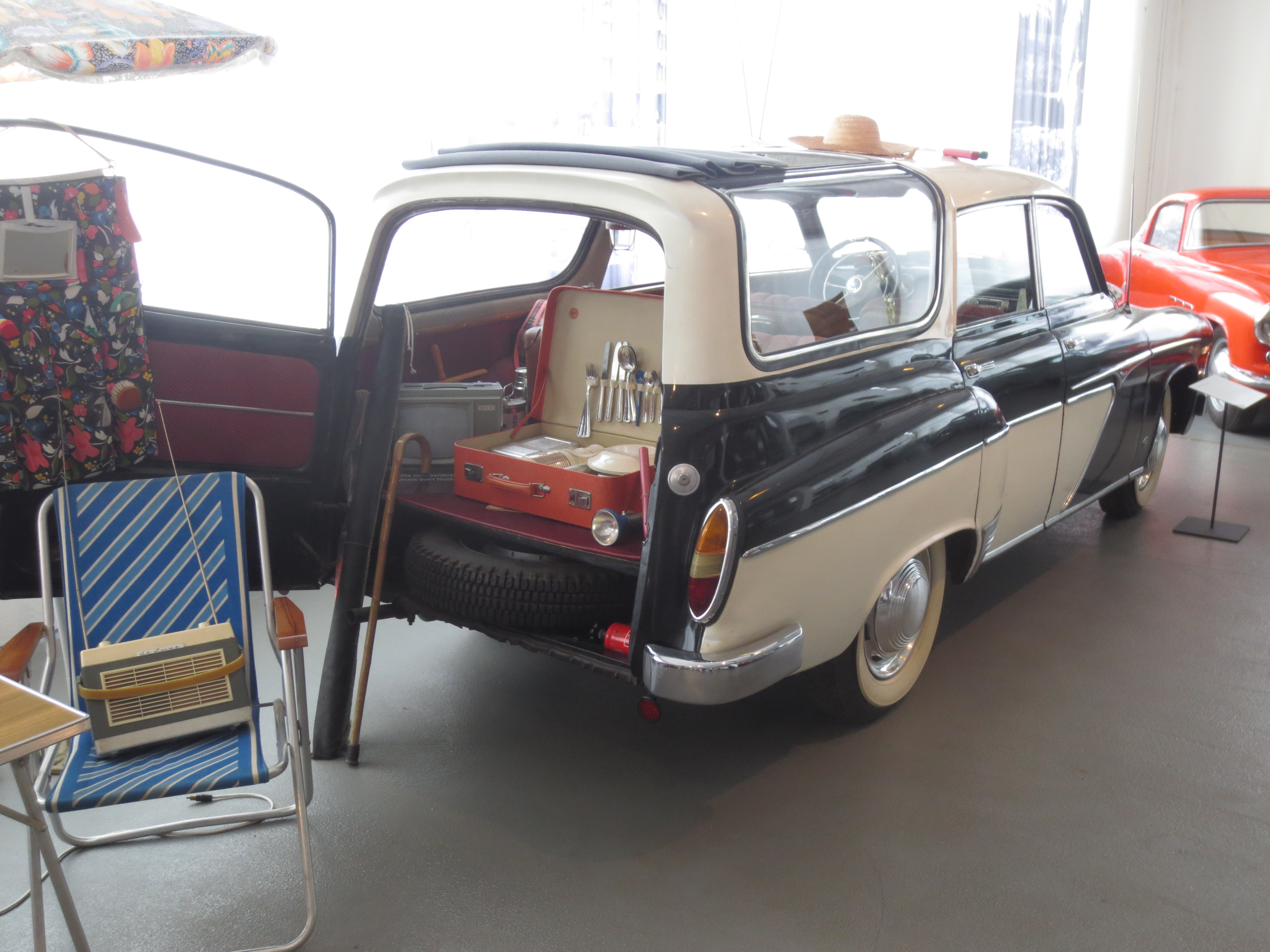
Wartburg 311/5, hier noch mit ungeteilten Panorama-Seitenfenstern
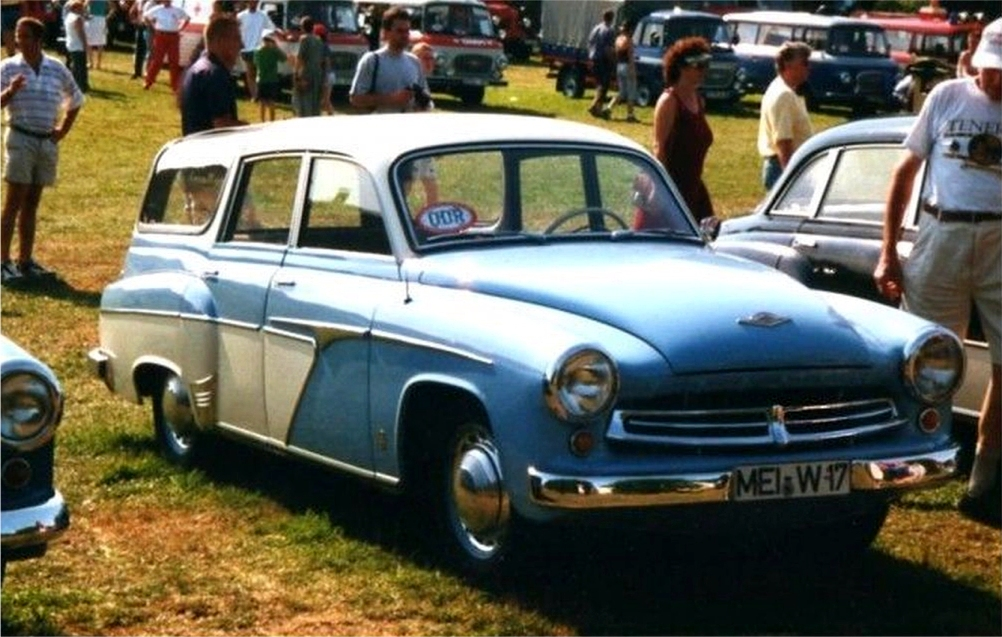
Farbschema und Zierleisten der ersten Ausführung
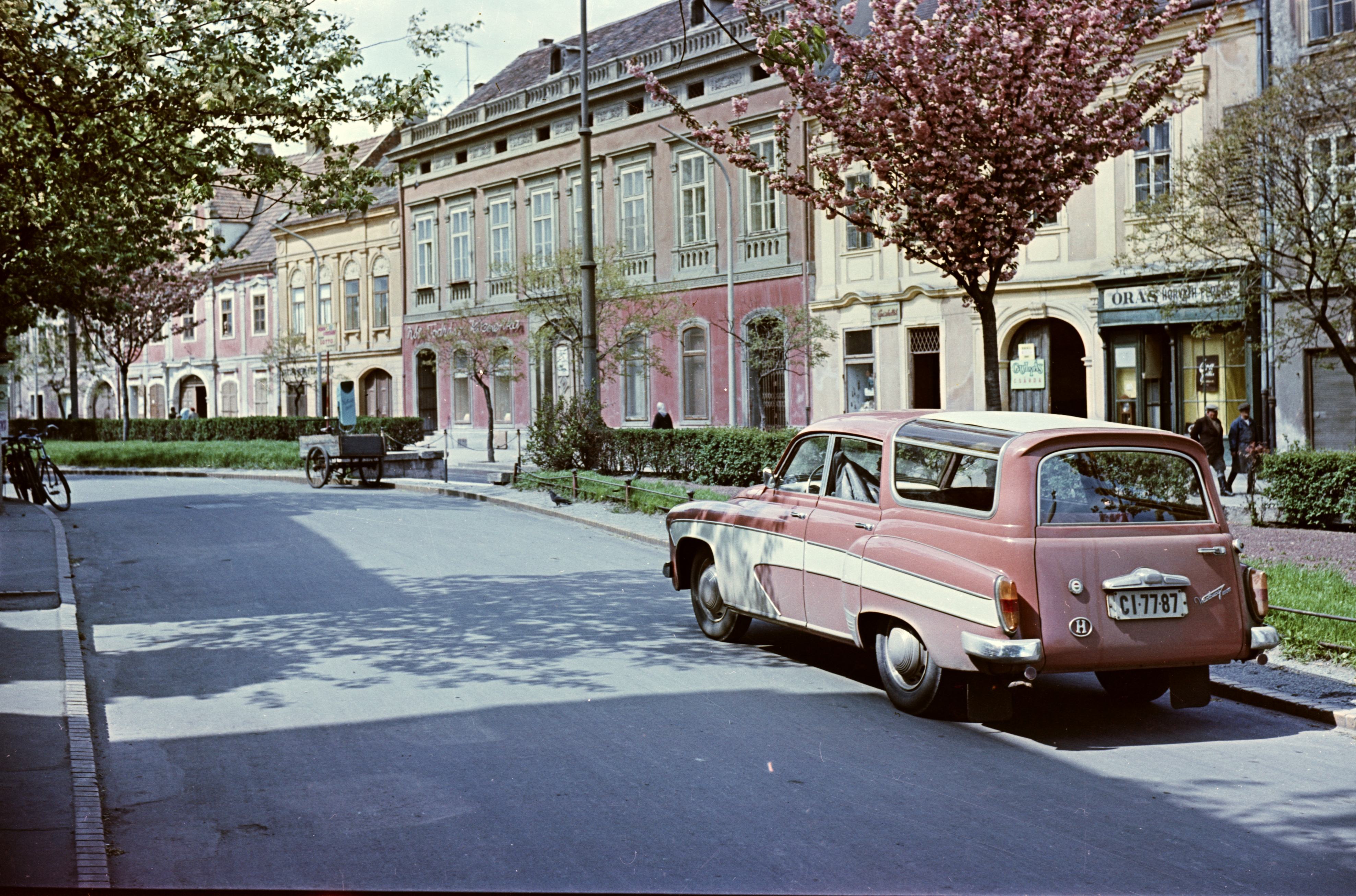
Farbschema und Zierleisten der späteren Ausführung

### 311/6 Limousine, Rechtslenkung
Für Exportmärkte mit Linksverkehr wurde diese Ausführung 1961–1964 737-mal gebaut.

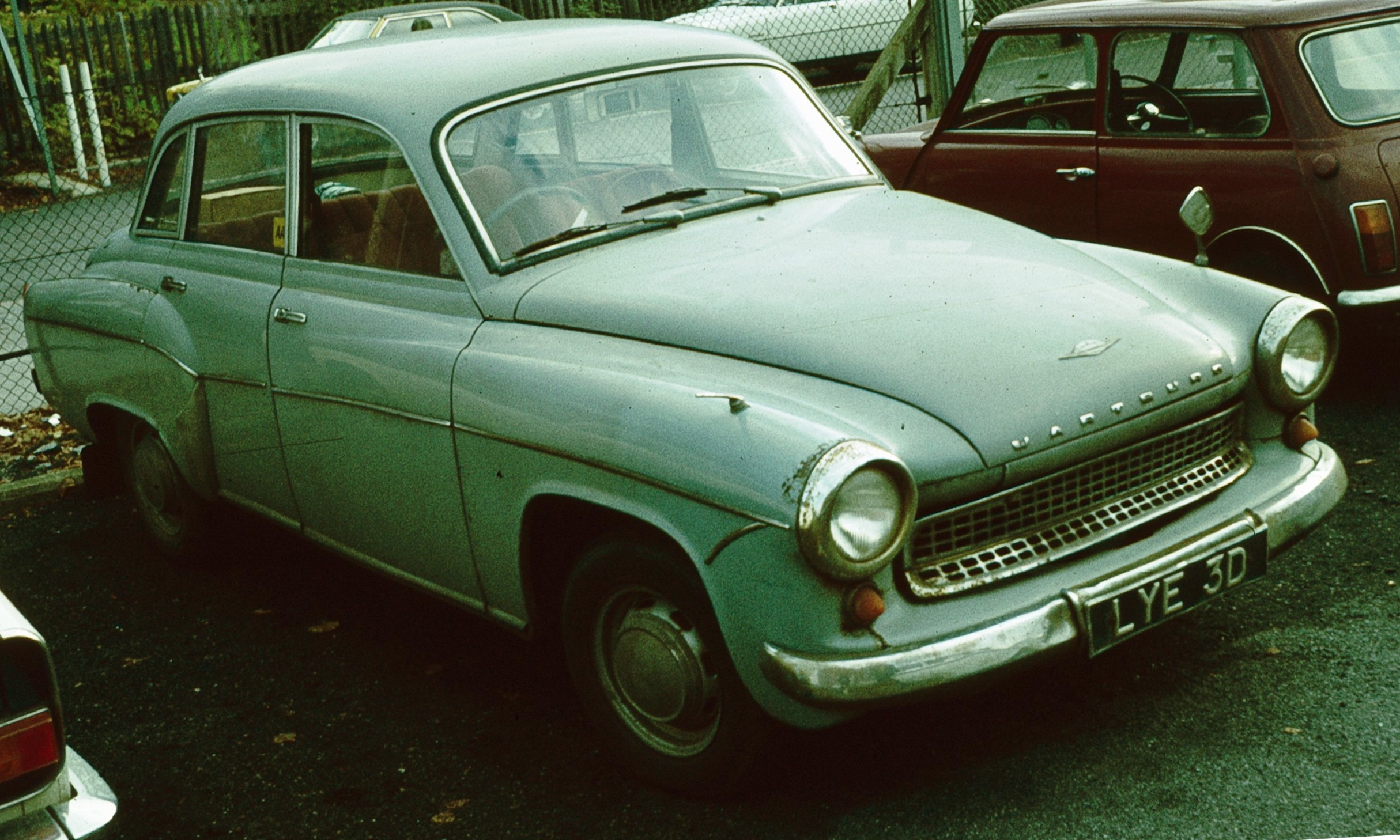
Wartburg 311/6 Rechtslenker

### 311/7 Schnelltransportwagen (Pick-up)
Dem VEB Karosseriewerke Halle entstammt diese Pick-up-Ausführung des Wartburg 311. Sie sollte dazu beitragen, den akuten Mangel an Kleintransportern in der DDR zu lindern. In den ersten Jahren bis 1960 wurden jedoch gerade einmal 95 Stück gebaut. Charakteristisch für diese ausgesprochen seltene Wartburg-Variante ist ein harmonisches Rundheck. 1961–1965 wurden die Pick-ups nunmehr in relevanten Stückzahlen gebaut, wobei das Rundheck einem wenig harmonischen eckigen Aufbau wich. Dazu wurden auch dazu passende Anhänger geliefert. Die Fahrzeuge waren teilweise mit Stoffdach ausgeführt. Bis 1965 wurden insgesamt 4938 Fahrzeuge gebaut.

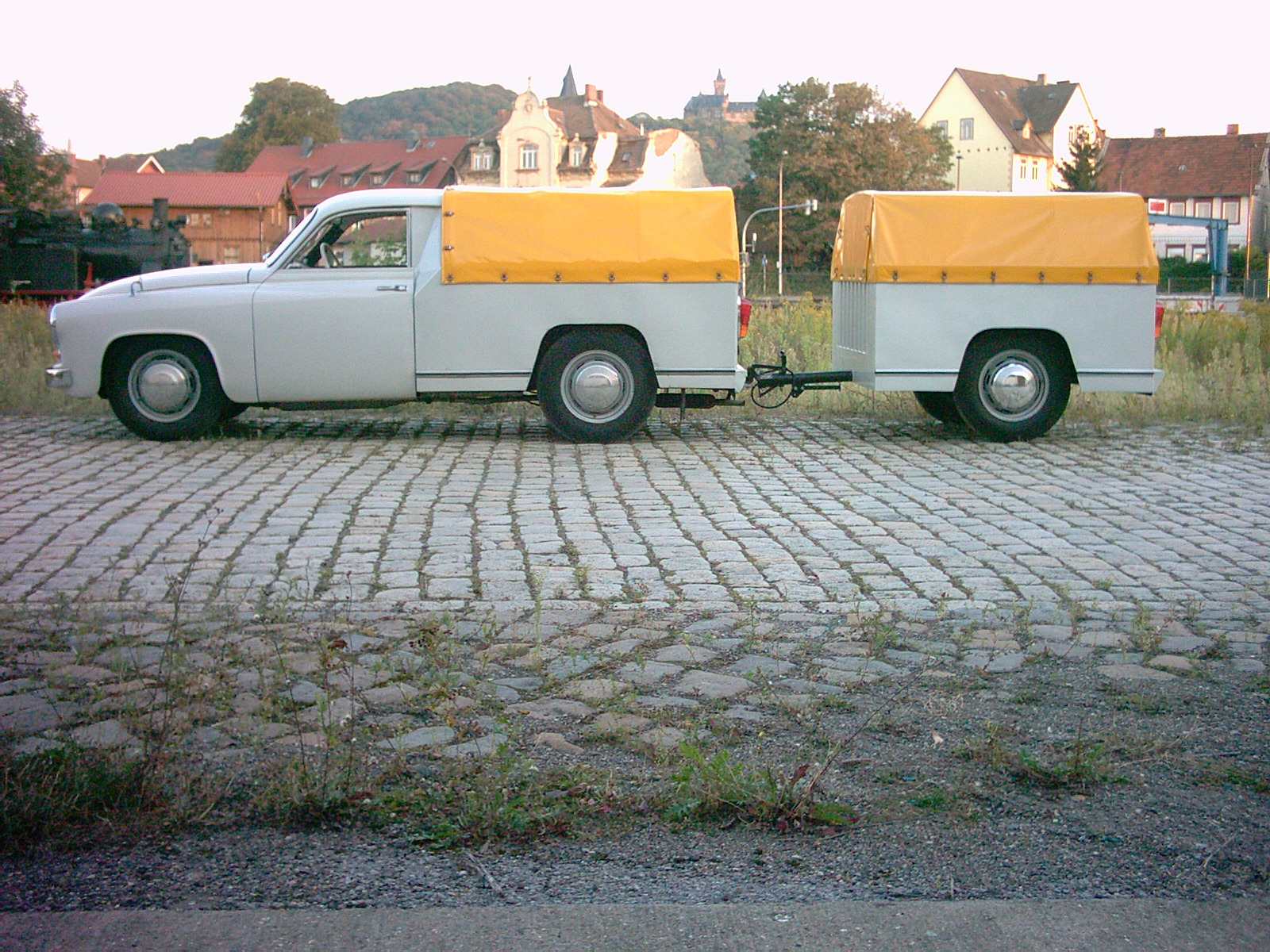
Wartburg 311/7

### 311/8 Faltdachlimousine
Sowohl die Standard-Limousine als auch die Luxuslimousine wurden als 311/008 bzw. 311/108 mit großem Faltschiebedach angeboten. Diese Variante ist heute unter Oldtimerfreunden sehr beliebt. 1964 wurde auf ein Stahlschiebedach umgestellt. Dieses bot keine so große Öffnung mehr, Vorteile waren erhöhte Sicherheit und einfacherer Bedienung und Pflege. Gebaut wurden davon 14.749 Fahrzeuge im Zeitraum 1956–1965.

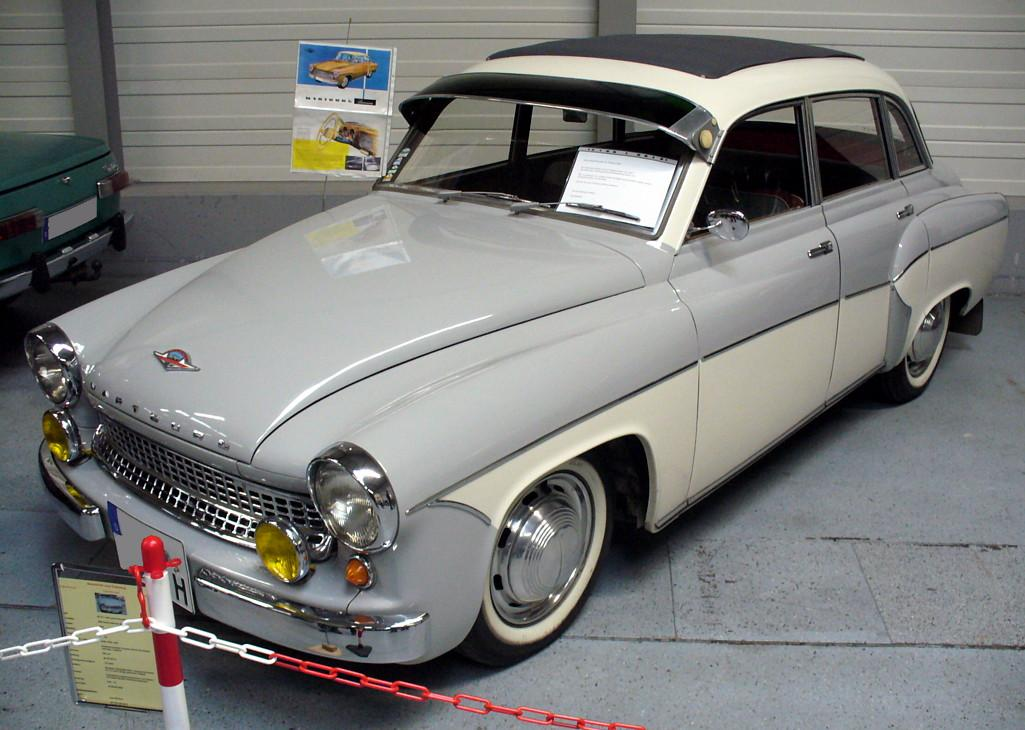
Wartburg 311/8

### 311/9 Kombi
Als reines Transportfahrzeug wurde der Wartburg 311 im VEB Karosseriewerke Halle bereits ab 1955 als zweitüriger Kombiwagen hergestellt. Das Fahrzeug verfügte über einen Holzaufbau, anfangs mit einem Dach aus Kunststoff. 1964 wurde die Heckpartie begradigt und eine nach oben statt bisher zur Seite öffnende Hecktür eingebaut, die eine größere Ladeöffnung gestattete. Diesen Kombi gab es neben Lieferwagen und Standardmodell auch in einer Luxusausführung mit Zweifarblackierung und aufgewerteter Innenausstattung. Der Einfüllstutzen zum Betanken war nun seitlich angeordnet, bei früheren Kombis lief der Kraftstoff nicht immer hemmungslos in den Tank. Die hintere Blattfeder war beim Kombi verstärkt und die Übersetzung zur Verbesserung der Zugkräfte geändert, was eine geringere Höchstgeschwindigkeit von offiziell 100 bzw. 105 km/h mit dem 1000er Motor ergab. Obwohl von 1955 bis 1965 immerhin 23.568 Stück gebaut wurden, gilt der Kombi heute als fast verschwunden.

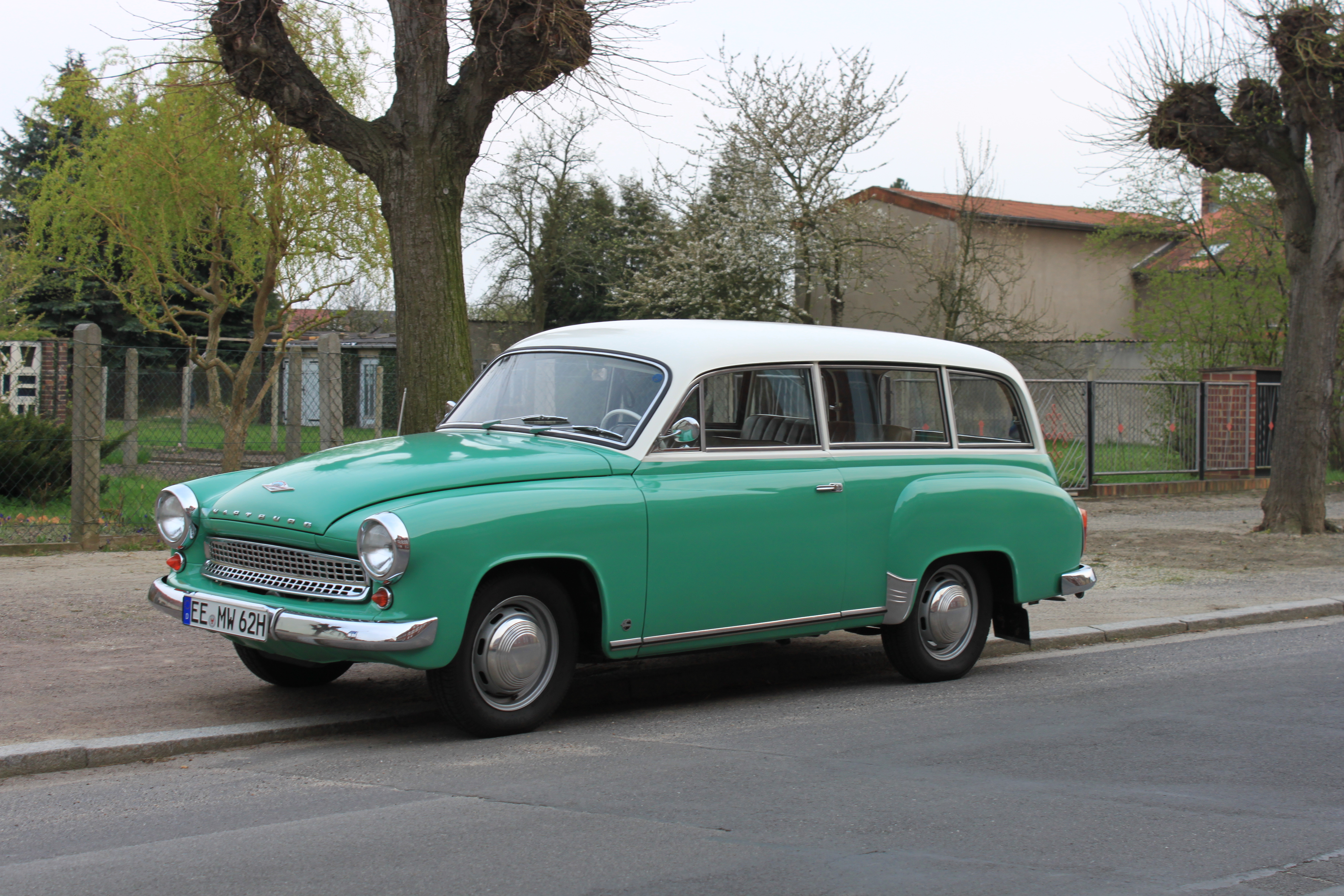
Wartburg 311/9 Rundheck
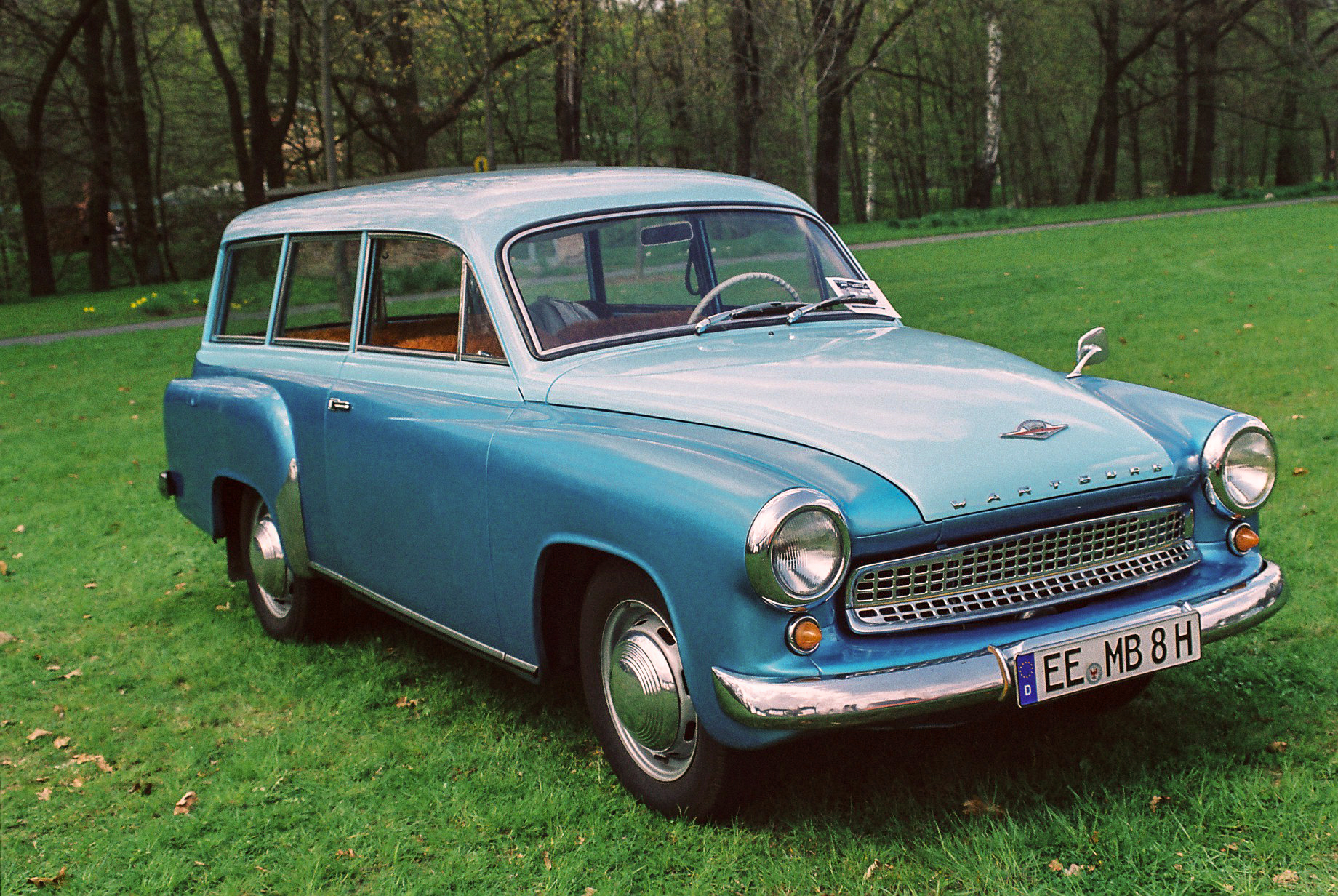
Wartburg 311/9 Eckheck (ab 1964)

### Graciela GW
Von 1962 bis 1964 wurde der Wartburg 311 in Argentinien montiert. Verwendet wurden dafür CKD-Kits, die auf der Exportversion des Wartburg 311 basierten. Die Montage erfolgte bei DINFIA in der Region Cordoba. Vermarktet wurde das Fahrzeug als Graciela-Wartburg bzw. Graciela GW. Äußerlich unterschied es sich lediglich durch einen anderen Kühlergrill und ein Markenemblem mit dem Kürzel GW. Etwa 2200 Exemplare wurden gebaut.

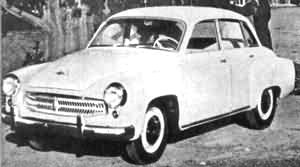
Argentinischer IAME Justicialista Wartburg W. bzw. Graciela (1962/64)

### Prototypen
- - 311/x Bellevue zweitürig[31]
  - 311 Cabrio des Karosseriewerks Dresden mit Panoramascheibe
  - 311/1000 Schiebetürkombi
  - 313/2 Sportcoupé zweitürig
  - 314 P100 Stufenhecklimousine viertürig

## Verbreitung
Nicht zuletzt aufgrund der geringen Verfügbarkeit von Neuwagen in der DDR, aber auch wegen der reparaturfreundlichen Rahmenbauweise, wurden relativ wenige Wartburg 311 verschrottet. Häufig wurden sie nach Erreichen der Verschleißgrenze entweder eingemottet oder wieder neu aufgebaut. Es wurden knapp 180.000 Wartburg 311/312 im Inland verkauft; davon waren im Jahr 1985 noch 127.000 Stück zugelassen. Im Ausland war der Wartburg 311 neben Ungarn vor allem auch im zum NSW zählenden Finnland präsent, 1963 wurde dort der zehntausendste Wartburg verkauft.

## Technische Daten
| Technische Daten: Wartburg 311, Wartburg 1000, Wartburg 313 (Sport) | | | |
| Wartburg 311                                                        | 1955 | 1961 | ab 1962 ("Wartburg 1000") |
| Motor:                                                              | Dreizylinder-Zweitakt-Vergasermotor mit Umkehrspülung | Dreizylinder-Zweitakt-Vergasermotor mit Umkehrspülung | Dreizylinder-Zweitakt-Vergasermotor mit Umkehrspülung |
| Hubraum:                                                            | 900 cm³ | 900 cm³ | 992 cm³ |
| Bohrung:                                                            | 70 mm | 70 mm | 73,5 mm |
| Hub:                                                                | 78 mm | 78 mm | 78 mm |
| Verdichtung:                                                        | 1:6,6 bis 6,8 | 1:7,3 bis 7,5 | 1:7,3 bis 7,5 |
| Leistung:                                                           | 27 kW (37 PS) bei 4000 min−1 | 29 kW (40 PS) bei 4000 min−1 Sport-313 37 kW (50 PS) | 33 kW (45 PS) bei 4250 min−1 |
| max. Drehmoment:                                                    | 81 Nm (8,3 mkp) bei 2200 min−1 | 83 Nm (8,5 mkp) bei 2200 min−1 | 93 Nm (9,5 mkp) bei 2200 min−1 |
| Steuerzeiten: – Einlass öffnet – Spülung öffnet – Auslass öffnet    | 57° vor OT 54°50' vor UT 75°10' vor UT | 57° vor OT 54°50' vor UT 75°10' vor UT | 57° vor OT 54°50' vor UT 75°10' vor UT |
| Kraftstoff-Oktanzahl:                                               | 2-Takt-Gemisch VK 72 | 2-Takt-Gemisch VK 79 | 2-Takt-Gemisch VK 79 |
| zu verwendendes Öl:                                                 | Zweitaktöl | Zweitaktöl | Zweitaktöl |
| Schmierung:                                                         | Frischöl-Mischungs-Schmierung | Frischöl-Mischungs-Schmierung | Frischöl-Mischungs-Schmierung |
| Kühlung:                                                            | Wasser (Thermosiphonkühlung mit Lüfterrad) | Wasser (Thermosiphonkühlung mit Lüfterrad) | Wasserkühlung |
| Mischungsverhältnis:                                                | 1:25 | 1:33 1/3 für 313 stets 1:25 | 1:33 1/3 |
| Form des Verbrennungsraumes                                         | zylindrisch mit auspuffseitiger Wirbelkante | nierenförmig mit Doppelwirbelkante | zylindrisch mit konzentrischer Wirbelkante |
| Höchstgeschwindigkeit:                                              | 115 km/h Kombi: 100 km/h Sport: 140 km/h | 115 km/h Kombi: 100 km/h Sport: 140 km/h | 125 km/h Kombi: 105 km/h |
| durchschnittlicher Verbrauch:                                       | 9,8 l/100 km | 9,7 l/100 km | 9,5 l/100 km |
| Vergaser:                                                           | VEB Berliner Vergaser-Fabrik, Berlin (Wartburg-Sport 2 × H362-1) | VEB Berliner Vergaser-Fabrik, Berlin (Wartburg-Sport 2 × H362-1) | VEB Berliner Vergaser-Fabrik, Berlin (Wartburg-Sport 2 × H362-1) |
| Typ:                                                                | BVF H 362-5 | BVF H 362-18 | BVF H 362-20 |
| Getriebe:                                                           | bis Januar 1958 unsynchronisiert | Blockgetriebe Viergangzahnradgetriebe, teilsynchronisiert (2., 3. und 4. Gang)                                                                                       | Blockgetriebe Viergangzahnradgetriebe, teilsynchronisiert (2., 3. und 4. Gang)                                                                                       |
| Freilauf:                                                           | In allen Vorwärtsgängen manuell sperrbar, automatische Sperre im Rückwärtsgang                                                                                       | In allen Vorwärtsgängen manuell sperrbar, automatische Sperre im Rückwärtsgang                                                                                       | In allen Vorwärtsgängen manuell sperrbar, automatische Sperre im Rückwärtsgang                                                                                       |
| Kupplung:                                                           | Einscheibentrockenkupplung mit 6 Druckfedern, vollständig gekapselt                                                                                                  | Einscheibentrockenkupplung mit 6 Druckfedern, vollständig gekapselt                                                                                                  | Einscheibentrockenkupplung mit 6 Druckfedern, vollständig gekapselt                                                                                                  |
| Vorderachse:                                                        | Doppelquerlenkerachse, oben mit Quer-Blattfeder geführt. Achsschenkel separat drehbar gelagert                                                                       | Doppelquerlenkerachse, oben mit Quer-Blattfeder geführt. Achsschenkel separat drehbar gelagert                                                                       | Doppelquerlenkerachse, oben mit Quer-Blattfeder geführt. Achsschenkel separat drehbar gelagert                                                                       |
| Hinterachse:                                                        | Starrachse mit Längslenkern und hochliegender Quer-Blattfeder | Starrachse mit Längslenkern und hochliegender Quer-Blattfeder | Starrachse mit Längslenkern und hochliegender Quer-Blattfeder |
| Antrieb:                                                            | Scharnier-Gelenkwellen mit Frontantriebgelenken | Scharnier-Gelenkwellen mit Frontantriebgelenken | Ab 30. April 1964 Doppelgelenkwellen mit Frontantriebgelenken |
| Fahrwerkschmierung:                                                 | Zentralschmierung mit Pumpe des VEB Landmaschinenbau Falkensee | Zentralschmierung mit Pumpe des VEB Landmaschinenbau Falkensee | Schmierstellen für Fettpresse |
| Felgen:                                                             | 4J × 15" (Kombi: 4½K × 15") | 4J × 15" (Kombi: 4½K × 15") | 4J × 15" (Kombi: 4½K × 15") |
| Reifen:                                                             | 5,90-15 (Kombi: 6,4-15) | 5,90-15 (Kombi: 6,4-15) | 5,90-15 (Kombi: 6,4-15) |
| Bodenfreiheit (beladen):                                            | 190 mm | 190 mm | 190 mm |
| Bremsen:                                                            | vorn + hinten Simplex, Breite Bremsbelag 35 mm | hydraulische Innenbackenbremse; vorn Duplex-, hinten Simplex-Gleitbackenbremsen, Breite Bremsbelag 50 mm                                                             | hydraulische Innenbackenbremse; vorn Duplex-, hinten Simplex-Gleitbackenbremsen, Breite Bremsbelag 50 mm                                                             |
| Akkumulator:                                                        | 6 V | 6 V | 6 V |
| Zündanlage:                                                         | je Zylinder 1 Zündunterbrecher und 1 Zündspule | je Zylinder 1 Zündunterbrecher und 1 Zündspule | je Zylinder 1 Zündunterbrecher und 1 Zündspule |
| Elektroanlage (Typ 311, 313 Bj. 1957):                              | Gleichstromlichtmaschine 6 V 180 W ab 2200/min | Gleichstromlichtmaschine 6 V 180 W ab 2200/min | Gleichstromlichtmaschine 6 V 180 W ab 2200/min |
| Scheinwerfer:                                                       | 200 mm Lichtaustritt | 170 mm Lichtaustritt | 170 mm Lichtaustritt |
| Abmessungen (L/B/H):                                                | 4300/1520/1450 mm (Limousine, Cabrio) 4210/1570/1450 mm (Coupé, Camping) 4280/1570/1475 mm (Kombi) 4360/1570/1350 mm (Sport)                                         | 4300/1520/1450 mm (Limousine, Cabrio) 4210/1570/1450 mm (Coupé, Camping) 4280/1570/1475 mm (Kombi) 4360/1570/1350 mm (Sport)                                         | 4300/1520/1450 mm (Limousine, Cabrio) 4210/1570/1450 mm (Coupé, Camping) 4280/1570/1475 mm (Kombi) 4360/1570/1350 mm (Sport)                                         |
| Gewichte: Gesamtmasse Leer/Nutzmasse/Gesamtlast:                    | Limousine: 920 kg/380 kg/1300 kg Kabriolett, Coupé: 985 kg/340 kg/1325 kg Camping: 1020 kg/380 kg/1400 kg Kombi: 1050 kg/400 kg/1450 kg Sport: 930 kg/340 kg/1270 kg | Limousine: 920 kg/380 kg/1300 kg Kabriolett, Coupé: 985 kg/340 kg/1325 kg Camping: 1020 kg/380 kg/1400 kg Kombi: 1050 kg/400 kg/1450 kg Sport: 930 kg/340 kg/1270 kg | Limousine: 920 kg/380 kg/1300 kg Kabriolett, Coupé: 985 kg/340 kg/1325 kg Camping: 1020 kg/380 kg/1400 kg Kombi: 1050 kg/400 kg/1450 kg Sport: 930 kg/340 kg/1270 kg |

## Testbericht
1959 wurde die Wartburg 311 Limousine von der Zeitschrift Kraftfahrzeugtechnik getestet. Hervorgehoben wurden der niedrige Schwerpunkt und das allgemein sehr direkte Fahrverhalten. Der an sich formschöne Wagen habe aufgrund des neuen Grills wie auch mit der glänzenden Kunstharzlackierung an Attraktivität gewonnen. Kritisiert wurden die zu harte Federung der Blattfedern angesichts des schlechten Straßenzustands sowie die mangelhafte Qualität der Scheibenwischerblätter. Außerdem wurde das im internationalen Vergleich recht große Eigengewicht angemahnt. Ferner wurden die Motorgeräusche im Fahrgastraum als zu laut und die Sitze der Standardausführung als ermüdend empfunden sowie eine Neigung der Bremsen zum Überhitzen und Quietschen bemängelt.
Im Winter 1962/1963 testete die KFT den Wartburg 1000 bei strengem Frost, wobei zwar gutes Startverhalten, jedoch unzureichende Heizleistung und eine zu lange Warmlaufphase des Motors mit der nunmehrigen Pumpenumlaufkühlung festgestellt wurde. Die Charakteristik des 45-PS-Motors wurde ebenso wie das Fahrverhalten positiv beurteilt, während das hohe Leergewicht, der große Wendekreis und die zu harte Federung erneut kritisiert wurden.
Beim Test des 311/9 de Luxe im Jahr 1964 wurde ergänzt, dass die Pedalkräfte für Kupplung und Bremsen beim Wartburg allgemein zu hoch seien. Den Kombi betreffend wurde eine Neigung zum Durchdrehen der Vorderräder beim Anfahren an Steigungen festgestellt sowie eine etwas größere Übersteuerungstendenz als bei der Limousine, und das Problem der schnell verschmutzenden Heckscheibe sei ungelöst. Infolge der geänderten Übersetzung sei eine schaltfaulere Fahrweise möglich und volle Zuladung antriebsseitig kaum zu bemerken. Als Höchstgeschwindigkeit wurden 112 km/h gestoppt und ein durchschnittlicher Kraftstoffverbrauch von 9,9 l/100 km ermittelt.

## Motorsport

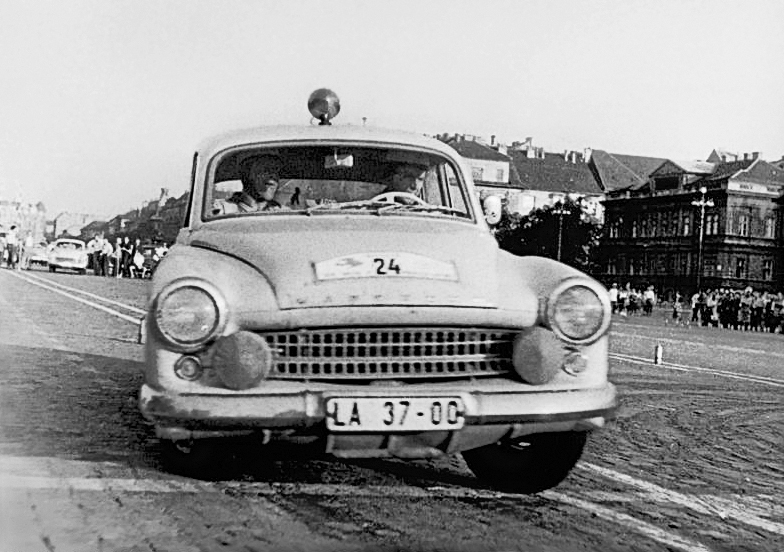
Kurt Otto in seinem Wartburg 311 Rallye

Der Wartburg 311 war seinerzeit auch im Motorsport erfolgreich. Unter anderem gelang Kurt Otto 1959 der Gesamtsieg der Rallye Hanseat auf dem Nürburgring. Mit dem größeren Motor (Wartburg 1000) wurde der erste Klassensieg auf der Semperit-Rallye in Österreich 1962 errungen. Im gleichen Jahr folgten der Klassensieg der Alpenfahrt und der Rallye Bulgarien.
1959 war ein in Eisenach entwickelter 4-Zylinder-Viertakt-Boxermotor mit 1100 cm³ Hubraum und 45 PS bei der Rallye Mitternachtssonne erfolgreich getestet worden, der aber nicht in Serienproduktion ging.